# 2023年華南暴雨
2023年9月7日晚間起到9月16日，中國廣東省、廣西壮族自治區、香港特別行政區、澳門特別行政區一帶受強颱風海葵殘餘環流帶來的活躍西南季風及廣闊低壓槽影響，出現惡劣天氣及水災。

## 時間序
香港2023年9月7日晚間開始受暴雨影響，香港天文台先後發出黃色、紅色和黑色暴雨警告信號、山泥傾瀉警告、新界北部水浸特別報告和雷暴警告，黑色暴雨警告信號更是自1992年設立暴雨警告信號以來，生效時間最長的一次；而在9月7日晚上11時至8日午夜12時的一小時內，天文台總部錄得158.1毫米雨量，打破2008年6月7日的紀錄，創下自1884年有記錄以來的一小時最高降雨量紀錄。
南區和東區24小時內累積雨量超過800毫米，灣仔區、油尖旺區、九龍城區、黃大仙區、沙田區、大埔區、北區乃至天文台尖沙咀總部等地亦累積超過600毫米。政府在凌晨5時34分宣布停課及發出「極端情況」，但未明確說明停工，只呼籲僱主應參考八號信號下的工作安排。早上7時，勞工處再提醒僱主指，隨著政府已作出「極端情況」生效，除必要人員外，不應要求僱員返回工作地點上班。暴雨在香港造成4人死亡、144人受傷。廣東方面，深圳市、廣州市及東莞市等由9月7日晚上起多地出現強降雨天氣，多個地方包括部分地區或鄉鎮均發出暴雨紅色預警，廣東省防汛防旱防風總指揮部將防汛應急響應由IV級升至II級；其中深圳市有七項雨量紀錄打破1952年有氣象記錄以來歷史極值。受暴雨影響，部分地鐵路線、站點及廣深動車一度停運，多個街道出現水浸，部分地下停車場被淹沒。澳門方面，氣象局於9月8日兩度發出紅色暴雨警告信號，全澳非高等教育階段學校全日停課，不少路面及低窪地區因暴雨出現輕微水浸，路環山邊一帶發生山泥傾瀉。

## 概述
強颱風海葵於9月5日登陸福建省後移入廣東省內陸，並滯留超過兩日。9月5日到9月7日午夜12時，揭陽、汕尾、梅州、潮州累計雨量已經達到300毫米以上。受其殘餘相關的低壓槽影響，珠江三角洲一帶於9月7日晚上起發生嚴重暴雨。相關雨帶呈列車狀方式持續影響珠江三角洲東岸，導致香港及深圳出現嚴重暴雨及災情，據香港天文台紀錄，由9月7日晚上至8日午夜錄得1小時雨量最高為158.1毫米，是自1884年有記錄以來的最高紀錄，累計雨量632.7毫米。據廣東省氣象專家解釋，此次降雨過程是通過對流系統反覆生成發展，使眾多降雨雲團先後經過同一個地方，造成同一地方出現長時間降雨狀況，「就像列車的不同車廂先後經過同一塊鐵軌一樣」，因此造成「列車效應」，導致該地區出現大暴雨至特大暴雨，造成不同程度或嚴重災情。

## 警告信號

### 香港

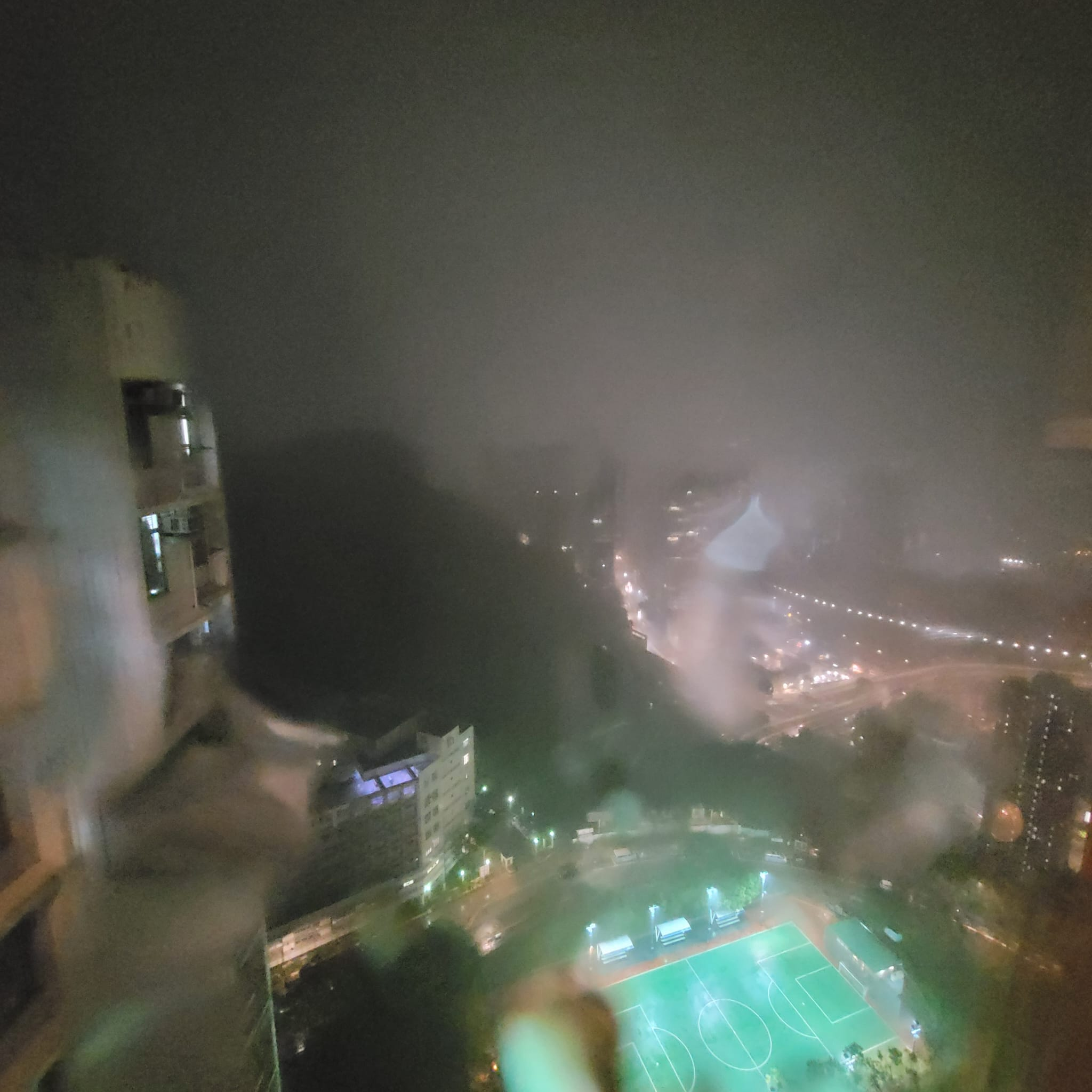
黃色暴雨警告信號下，石排灣邨對外望出南區

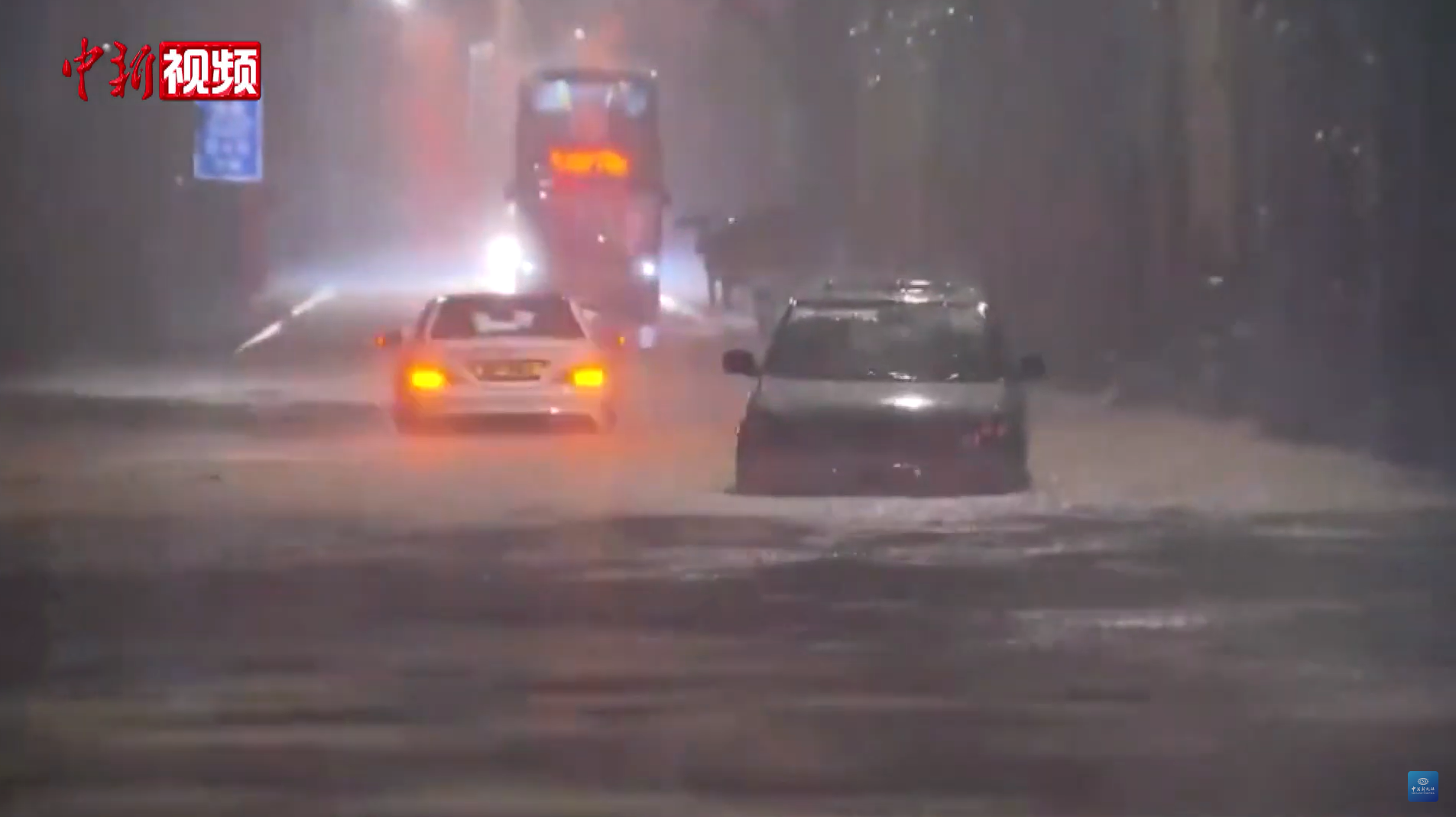
晚上嚴重水浸下，有車拋錨熄火

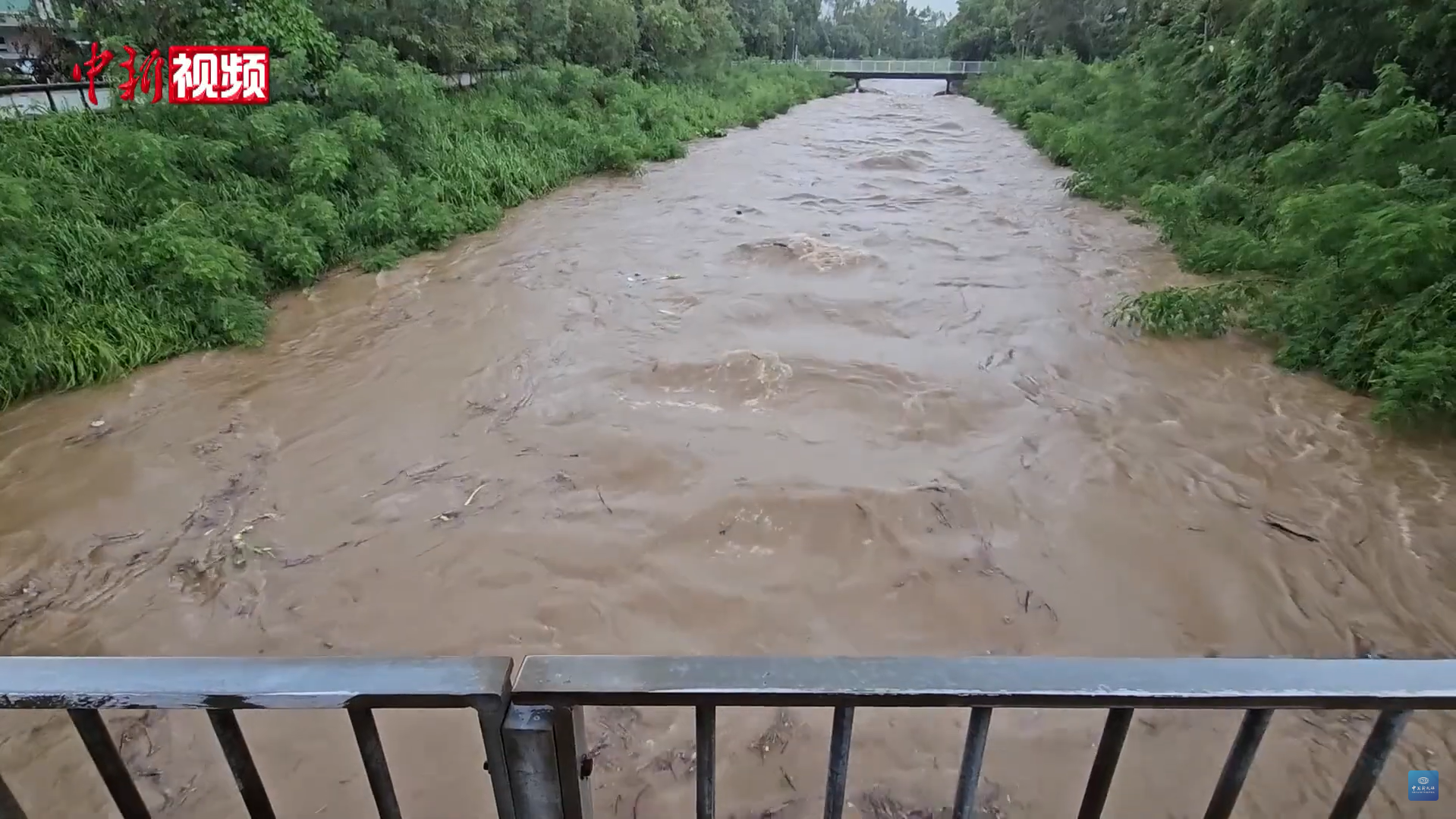
元朗錦田的河道水位不斷上升

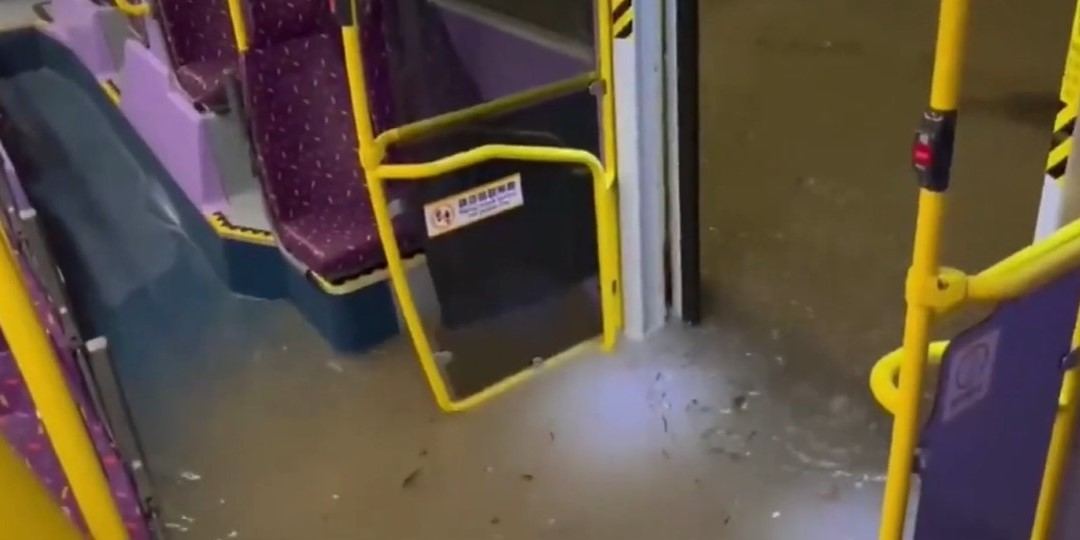
2023年9月7日晚上，洪水湧入城巴車廂

香港天文台早在9月7日下午2時已發出雷暴警告，晚上7時，北區沙頭角禾坑一帶已錄得超過每小時70毫米雨量，天文台在晚上7時50分發出新界北部水浸特別報告，其後北區在晚上9時更已錄得超過每小時150毫米雨量。隨後香港天氣急劇轉壞，強烈雨區開始迅速擴展至其餘各區，天文台在晚上9時25分發出黃色暴雨警告信號，僅25分鐘後便在晚上9時50分發出紅色暴雨警告信號。隨著大埔區、南區、東區、觀塘區、西貢區皆錄得超過每小時70毫米雨量，天文台於晚上11時05分發出今年首個黑色暴雨警告信號，為2年以來首個黑色暴雨警告，天文台於晚上11時45分發出山泥傾瀉警告。根據香港自動氣象站氣候觀測資料庫的數據，在8日午夜12時至凌晨1時有15區同時達到黑色暴雨警告的標準（即每小時雨量超過70毫米），而早上時份亦有超過6區同時達到黑色暴雨警告的標準。
9月8日凌晨5時34分，政府宣佈香港進入「極端情況」。9月8日下午，隨着影響香港的低渦急流開始減弱，香港的雨勢亦逐漸減弱，天文台於下午3時40分直接改發黃色暴雨警告並同時取消新界北部水浸特別報告，隨後於下午4時45分取消所有暴雨警告信號。9月9日午夜12時，政府宣佈「極端情況」結束。
黑色暴雨警告信號歷時長達16小時35分鐘，是香港自1992年設立暴雨警告信號系統以來，生效時間最長的黑色暴雨警告信號；新界北部水浸特別報告歷時長達19小時50分鐘，也是自1998年設立新界北部水浸特別報告以來，生效時間最長的一次。
天文台於9月11日早上9時半發出局部地區大雨提示，指西貢區的雨勢特別大，在上午9時50分的過去一小時，更已錄得超過100毫米雨量；上午10時15分，天文台再次發出局部地區大雨提示，指大埔區塔門的雨勢特別大，並已錄得或預料會有每小時雨量超過70毫米的大雨，有可能出現嚴重水浸。中午12時18分，天文台第三次發出局部地區大雨提示，指沙田區的雨勢特別大，並已錄得或預料會有每小時雨量超過70毫米的大雨，有可能出現嚴重水浸。
9月14日，天文台於午夜12時發出「特別天氣提示」，表示位於本港以南的雷雨區正逐漸靠近沿岸地區，並可能在未來兩三小時影響本港。天文台於凌晨3時10分更新「特別天氣提示」，表示驟雨及雷暴會在未來兩三小時持續影響本港。凌晨3時25分，天文台再指短期內香港廣泛地區可能受大雨影響，市民應提高警覺。天文台於凌晨3時55分發出黃色暴雨警告信號，並於凌晨5時55分發出紅色暴雨警告信號，其後於上午10時半發出黃色暴雨警告信號。天文台於上午11時45分取消所有暴雨警告信號。
9月15日傍晚，香港再受雷雨天氣影響，天文台於晚上7時半發出「特別天氣提示」，表示預料香港部分地區雨勢較大並受大雨影響，並於晚上7時55分發出黃色暴雨警告信號，其後於晚上8時40分發出紅色暴雨警告信號，並於晚上10時發出黃色暴雨警告信號，直至晚上11時45分取消所有暴雨警告信號 。
| 首次 | 香港極端情況 2023-09-08 05:34－2023-09-09 00:00 | 最近一次 |

### 澳門
受「海葵」殘餘雨帶影響，澳門於9月7日起出現暴雨天氣，氣象局一度在下午4時40分至晚上8時30分曾經發出黃色暴雨警告信號。
9月8日午夜12時10分，氣象局發佈特別天氣信息︰「預料本澳今日可能出現大雨，請市民提高警覺，出門前留意氣象局資訊。」在9月8日凌晨起，澳門雨勢再度加大，氣象局先於凌晨3時10分發出黃色暴雨警告信號，隨後在凌晨4時25分改發紅色暴雨警告信號，截至當天上午6時錄得最高近80毫米雨量。早上7時55分，氣象局改發黃色暴雨警告信號，又預計當天日間大部分時間將會出現持續驟雨，間中雨勢仍較大，部分路面及低窪地區可能會出現水浸。上午11時40分，澳門雨勢再度增強，氣象局再次改發紅色暴雨警告信號 ，唯九澳、大潭山、路環市區及東亞運一小時雨量只錄得43.6、39.4、39.4及39.0毫米。下午1時30分，氣象局改發黃色暴雨警告信號，預料雨勢減弱。隨着雨帶遠離，氣象局於下午3時取消所有暴雨警告信號。
9月11日，氣象局於上午11時25分發出黃色暴雨警告信號，到下午2時取消所有暴雨警告信號。
9月15日，氣象局於下午5時45分發出雷暴警告信號，其後因雨勢加大，於晚上7時15分發出黃色暴雨警告信號，當時預料雨勢將會維持。其後於晚上9時20分改發紅色暴雨警告信號，預料雨勢將會增強，低窪地區有水浸。晚上10時35分，氣象局改發黃色暴雨警告信號，預料雨勢將會維持，低窪地區有水浸；5分鐘後取消雷暴警告信號。晚上11時20分，氣象局取消所有暴雨警告信號。

### 廣東省

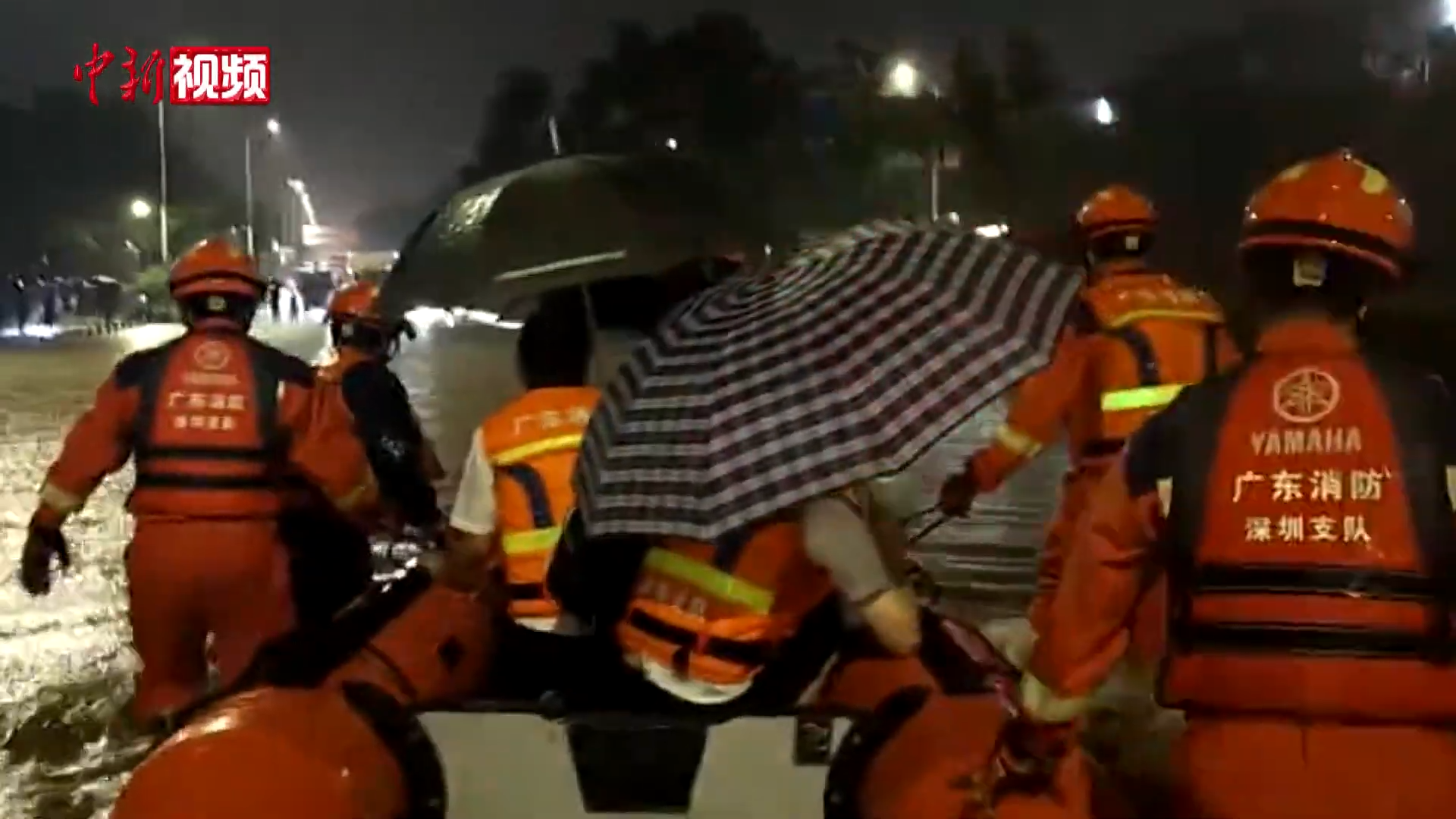
深圳市消防救援支队正在道路上准备救援

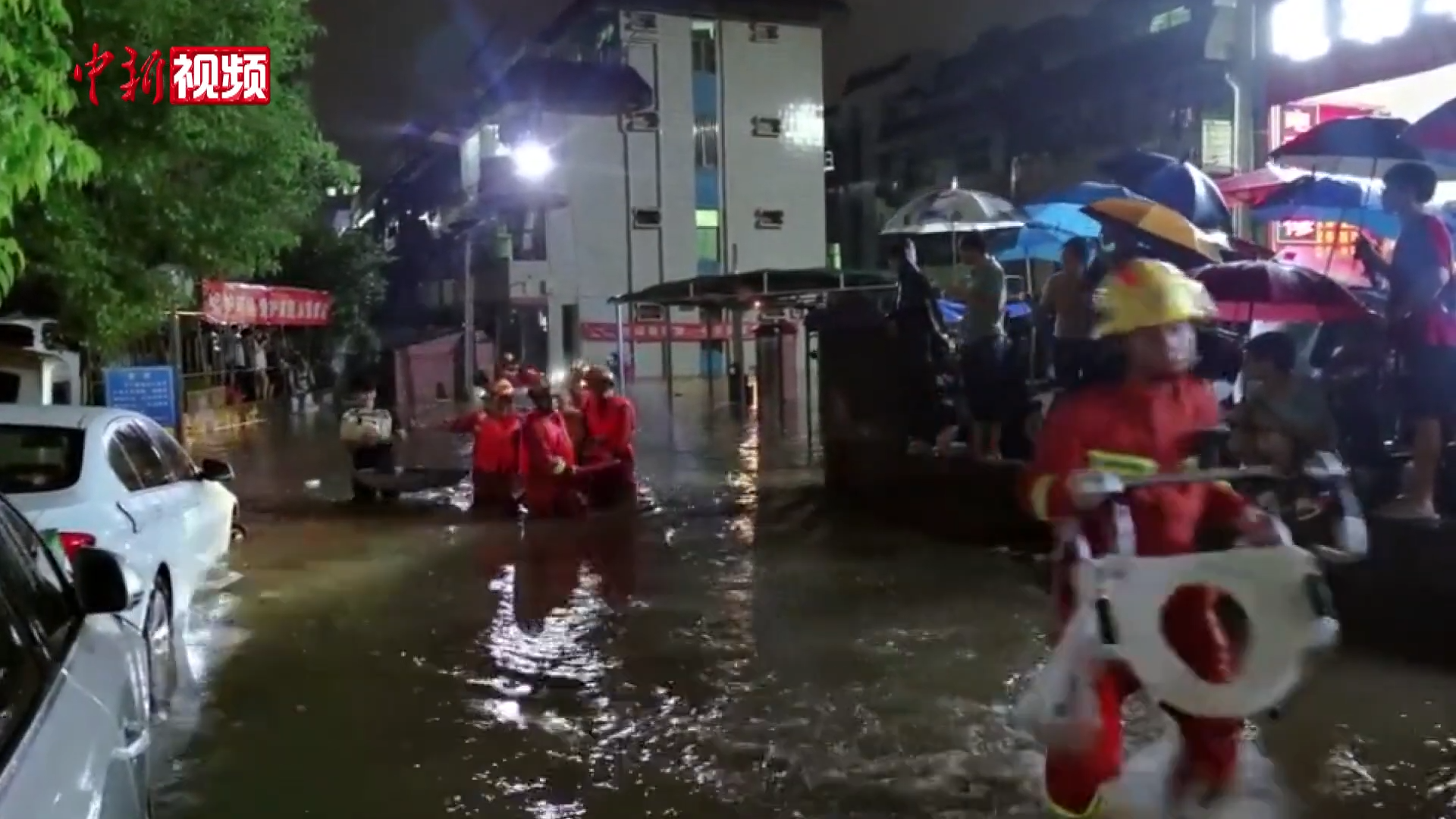
广东消防正在转移被洪水围困的群众

受「海葵」殘餘環流影響，9月5日到9月7日12時，揭阳、汕尾、梅州、潮州累計雨量已經達到300毫米以上。9月7日，廣東省局地仍有暴雨天氣，深圳、惠州、汕尾、揭陽、河源、梅州等多個市縣發佈最高級別的暴雨紅色預警信號。深圳市南山區、寶安區、光明區、珠江口和后海灣累計雨量已達大暴雨，深圳市氣象台於當日22時15分將上述區域分區暴雨橙色預警信號升級為紅色。
9月8日1時30分，廣東省防汛防旱防風總指揮部決定將防汛IV級應急響應提升至Ⅱ級。截至9月8日7時24分，廣東省已有60個市縣生效暴雨紅色預警。廣州海珠、天河、番禺、南沙等4區暴雨紅色預警信號生效，按指引應當停課；越秀、荔灣、黃埔、白雲、花都、增城等6區暴雨橙色預警信號生效，按指引應當延遲上學。
中山市南部片區（包括板芙镇、三鄉鎮、神湾镇、坦洲镇）於9月8日凌晨4時52分起發布暴雨红色预警，因雨勢減弱，市三防指挥部决定15时30分将防汛（防暴雨）应急响应降为Ⅲ级。全市暴雨预警信号也于9月8日16时22分解除。
肇庆市高要区、鼎湖区分别于9月8日4时43分、6时41分发布暴雨红色预警，并且宣布全日停课。端州区于10时07分发布暴雨红色预警，全区下午停课。
9月14至15日，強降雨再次襲擊廣東，全省有316個鎮街遭遇暴雨、大暴雨；截至9月15日中午12時左右，廣東有32個暴雨預警信號和5個雷雨大風預警信號生效。其中，廣州多個區發布暴雨橙色預警。廣州多區發布了暴雨或者雷雨大風預警，14時20分起，越秀區暴雨橙色和雷雨大風黃色預警信號生效，後期仍有升級預警信號的可能性，到14時26分，白雲區、從化區、番禺區、天河區、海珠區、花都區、黃埔區雷雨大風黃色，番禺區、海珠區、增城區分鎮街、天河區暴雨橙色預警信號生效。14時46分番禺區暴雨橙色預警信號升級為暴雨紅色預警信號。
9月15日21時45分，珠海市气象局发布信息，指橫琴粵澳深度合作區、香洲区、鹤洲洪保十片区部分地区累积雨量已接近100毫米，上述区域的暴雨预警信号升级为红色，同时将珠海高新区暴雨预警信号升级为橙色；斗门区、万山片区暴雨黄色，金湾区暴雨橙色和全市雷电预警信号继续生效。
9月15日18時33分，中山市先發布东部(中山港街道、南朗街道、翠亨新区)片区暴雨黄色预警信号，隨後於19時17分升級為全市暴雨黄色预警信号。22時13分，中山市將南部（板芙镇、三乡镇、神湾镇、坦洲镇）片区暴雨预警信号升级为橙色。

### 廣西壮族自治区
9月11日7時30分，广西气象台已升级发布暴雨橙色预警，广西气象局升级重大气象灾害（暴雨）Ⅳ级应急响应为Ⅱ级。广西水文中心于11日6时升级发布洪水橙色预警，7时将水文测报Ⅳ级应急响应提升为Ⅲ级。
9月11日到12日，廣西玉林、北海及浦北、合浦、博白等地級與縣級行政區陸續發布暴雨紅色預警。玉林境內出現山體滑坡，造成10人死亡。
9月13日，由于“海葵”残涡西移减弱，玉林市防汛一級應急響應已調整為三級應急響應，暴雨橙色預警也已調整為黃色，但相關救援仍在繼續。广西气象局研究决定将重大气象灾害（暴雨）Ⅱ级应急响应调整为Ⅲ级。

## 紀錄

### 香港

#### 氣象紀錄
- 在9月7日晚上11時至9月8日午夜12時期間，天文台總部錄得的最高每小時雨量為158.1毫米，打破2008年6月7日早上8時至上午9時的145.5毫米，成為天文台總部自1884年有紀錄以來的最高紀錄[50]。
- 香港十八區當中有九區錄得破歷史紀錄的最高一小時雨量[2][51]。
  - 九龍城區錄得每小時154毫米雨量。
  - 灣仔區、北區錄得每小時150毫米雨量。
  - 東區、南區、油尖旺區、離島區錄得超過每小時140毫米雨量。
  - 深水埗區、黃大仙區錄得超過每小時130毫米雨量。
- 另有六區錄得有紀錄以來9月份最高一小時雨量。
  - 包括沙田區、大埔區、中西區、葵青區、荃灣區與元朗區。
- 全港十八區除屯門區以外，皆錄得超過每小時70毫米的黑色暴雨警告雨量標準。
- 赤柱、柴灣、筲箕灣、北角在9月7日下午9時至翌日上午9時之間的十二小時內累積超過800毫米雨量，其中大潭一帶更達900毫米雨量。
- 天文台總部在9月8日下午2時的過去二十四小時內，已累積超過632毫米雨量，打破了1926年7月豪雨的534毫米紀錄[12]，錄得的降雨量佔全年的降雨量四分之一[52]。
- 天文台於9月8日錄得日雨量為425毫米，為有紀錄以來第三高日雨量及9月最高日雨量。而9月7日至9月8日，兩天累計雨量達640.7毫米。
- 天文台總部在海葵影響期間錄得總雨量為632.7毫米，打破了1999年颱風森姆的616.5毫米，成為香港有紀錄以來降雨最多的熱帶氣旋。
- 天文台總部錄得的9月份的月雨量高達1067.1毫米，成為自1884年有紀錄以來9月最高月雨量。

#### 信號紀錄
- 黑色暴雨警告信號歷時16小時35分鐘，是自1992年設立暴雨警告信號以來，生效時間最長的一次。
- 新界北部水浸特別報告歷時19小時50分鐘，也是自1998年設立新界北部水浸特別報告以來，生效時間最長的一次。

### 澳門
9月8日
- 9月8日上午9時41分，氣象局更新特別天氣信息，指受海葵殘餘低壓區環流影響，驟雨將於日間大部份時間持續，間中雨勢仍較大，部份路面及低窪地區可能會出現水浸，請巿民提高警覺及留意最新天氣資訊。截至早上9時，澳門半島普遍日總降雨量錄得超過100毫米，當中最高為紀念孫中山市政公園站，錄得132.2毫米。而氹仔及路環普遍錄得約80毫米。其中，最大1小時累積雨量為51.4毫米，於凌晨4時至5時於紀念孫中山市政公園站錄得。至於水浸方面，下環街站及石排灣站分別於凌晨錄得最高0.16米水浸」[53]。
- 相關強雨帶以列車狀方式持續影響珠江口以東地區，深圳及香港先後出現持續大雨並引發嚴重水浸，位處珠江口以西的澳門，間中受強雨區影響，但持續時間相對較短，故累積雨量亦較深港兩地少[54]。
- 截至9月8日下午6時，氣象局一天內兩度發出紅色暴雨警告信號，全日暴雨警告生效歷時超過10小時。澳門半島普遍累計降雨量錄得超過160毫米，當中紀念孫中山市政公園錄得192.2毫米雨量，其次為黑沙環污水處理廠錄得186.8毫米雨量，而氹仔及路環普遍錄得超過150毫米雨量[55]。

9月15日
- 截至9月15日晚上10時，全澳廣泛地區錄得最大一小時雨量超過50毫米，當中於澳門海事博物館錄得最大一小時雨量為60.2毫米。下環街水位觀察站錄得0.35米水浸，石排灣監察站錄得0.13米水浸[56]
- 暴雨警告信號生效期間，大雨主要集中影響澳門半島及氹仔以西地區，最高累積雨量超過110毫米。[57]。

### 廣東省
- 9月7日17時至9月8日6時，深圳平均雨量202.8毫米，最大累計雨量469.0毫米（羅湖區東湖街道），打破了深圳市1952年有氣象記錄以來4項歷史極值，24小時雨量僅次於2008年6.13特大暴雨。此次降雨持續時間超長，1小時雨量超過100毫米的時間達4小時；3小時雨量超100毫米達到8小時。
- 珠海市由9月7日20時至8日8時，全市平均雨量為79.5毫米，香洲區及高新區雨量都錄得超過100毫米，橫琴粵澳深度合作區雨量錄得超過72毫米，而萬山島雨量最大累積錄得176.3毫米[58]。至8日14時，全市平均雨量125.4毫米，香洲区湾仔街道录得最大雨量220毫米[59]。
- 中山市由9月7日晚間至8日，全市共26个气象自动站雨量超过100毫米，平均面雨量74.9毫米，全市最大降水量为 168.8 毫米，出现在小榄金鱼沥水闸气象观测站，全市最大时雨量为66.7毫米，出现在中山横栏国家气象观测站[35]。
- 深圳市全市於9月7日下午5時至8日上午6時，平均雨量為202.8毫米。分別有最大2小時（195.8毫米）、3小時（246.8毫米）、6小時（355.2毫米）、12小時（465.5毫米）、24小時（557.8毫米）、48小時（613.8毫米）、72小時（614.6毫米）7項雨量紀錄，打破該市1952年有氣象紀錄以來歷史極值。其中以羅湖380.8毫米最多，其次為福田263.8毫米、龍華251.7毫米。1小時雨量超過100毫米的時間達4小時，3小時雨量逾100毫米達8小時。除南山、大鵬、坪山、深汕以外，其他7個區均出現250毫米以上的特大暴雨[60]。
- 9月5日至9月9日8時，廣東全省各市累計雨量最大的站點：深圳羅湖區東湖街道617.3毫米、茂名電白區嶺門鎮493.8毫米、東莞長安鎮493.1毫米、陽江陽春市潭水鎮484毫米、佛山順德區樂從鎮475.1毫米、廣州番禺區南村鎮470.5毫米、梅州豐順縣湯西鎮469.5毫米、肇慶高要區金利鎮451.4毫米、揭陽揭西縣南山鎮402.9毫米、汕尾海豐縣公平鎮359.8毫米[61]。
- 此次降水過程是2005年以來最強的一次[62]，亦是廣東省歷史上9月份最強的降雨過程[63]。

### 廣西壮族自治区
受“海葵”残涡和季风影响，9月10日到9月11日广西3个市的5个县（市、区）的21个乡镇有特大暴雨，其中博白本站368.8毫米突破历史极值（311.7毫米），博白縣有4個鄉鎮（水鸣镇446.2毫米、亚山镇439毫米、沙河镇410.4毫米、顿谷镇404.2毫米）的24小時降雨量超過400毫米，創下有氣象紀錄以來的歷史新高。

## 各地災情

### 香港

#### 黃大仙區

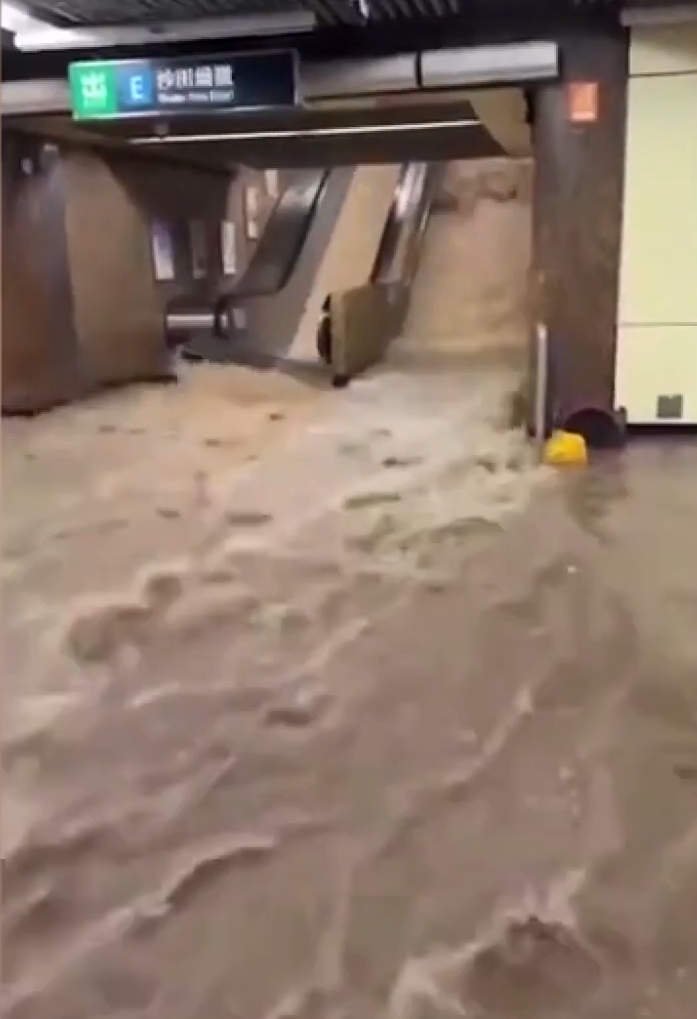
大量雨水湧入站內大堂

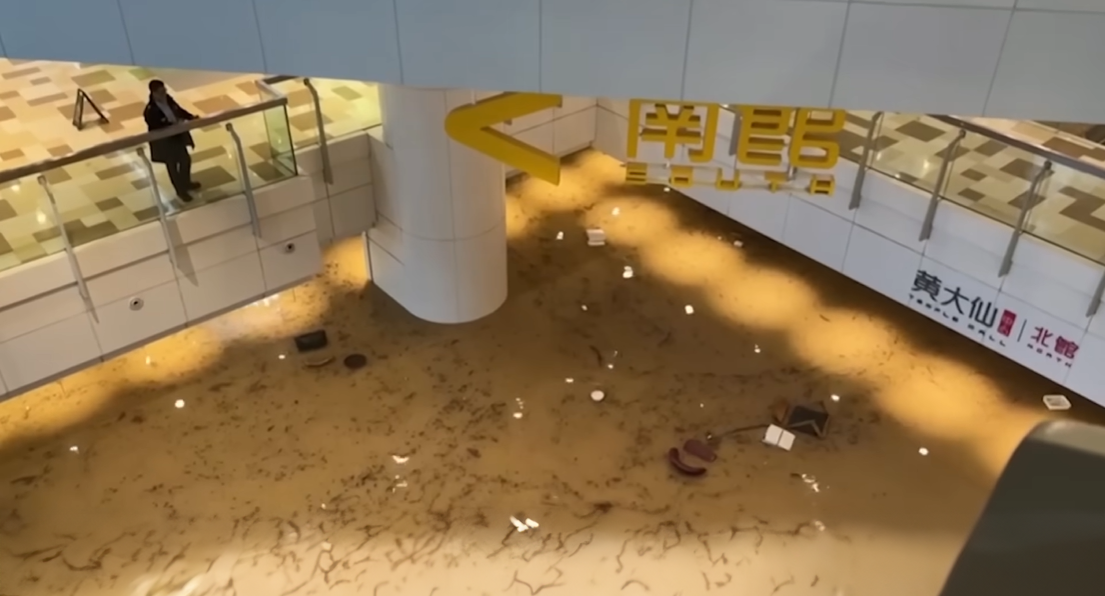
黃大仙中心北館LG層幾乎被淹沒

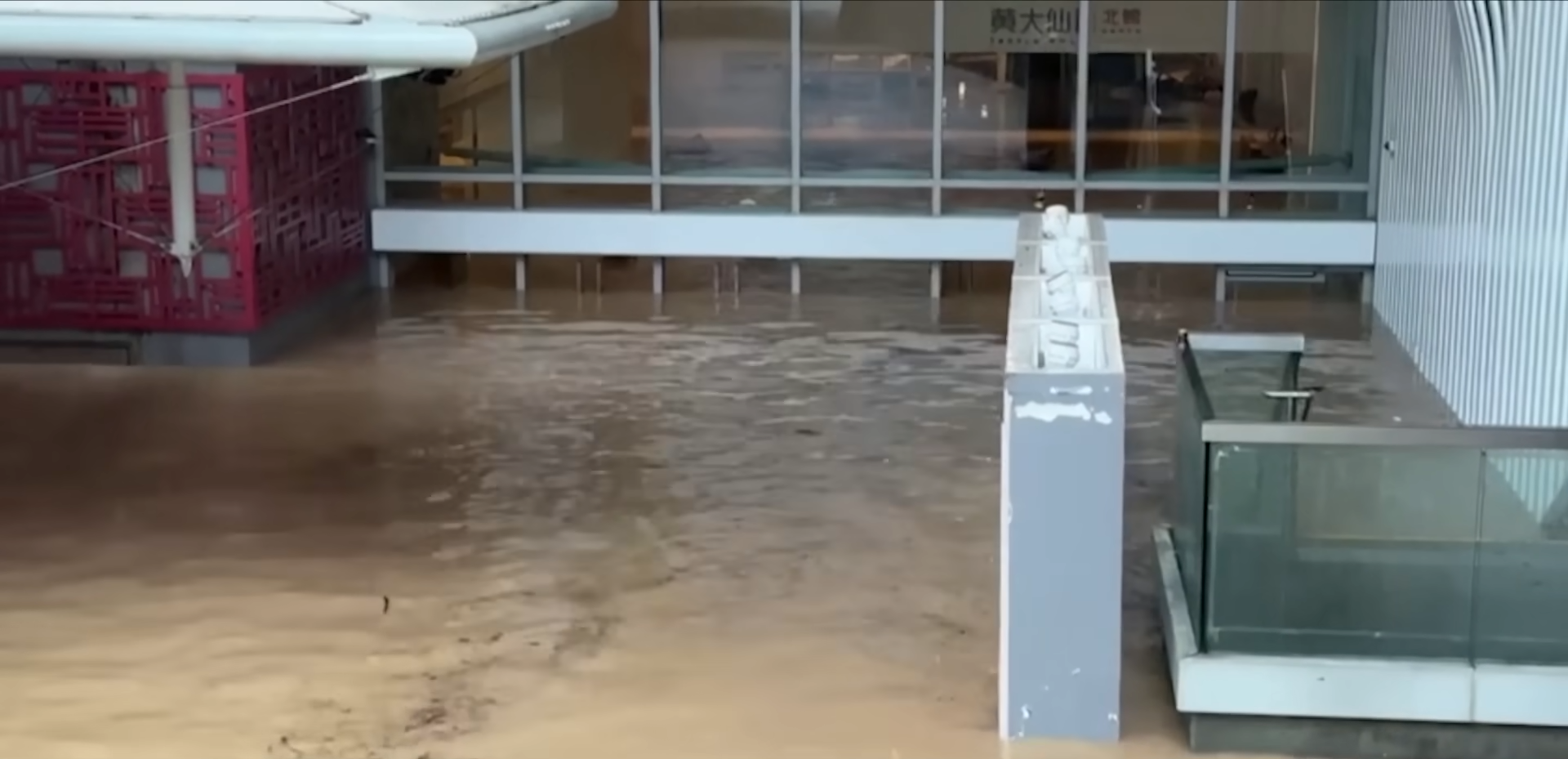
黃大仙中心北館門外水位幾乎高於門框

- 港鐵黃大仙站E出入口的樓梯及扶手電梯有大量雨水湧入站內大堂，導致大堂水浸，雨水更湧入月台。及後，港鐵宣布黃大仙站需要關閉，觀塘綫列車不停黃大仙站[64]。
- 港鐵彩虹站C出口接連行人隧道，有大量雨水經地面沿樓梯湧進隧道及彩虹站内，導致大堂水浸，雨水更湧入月台[65]。
- 黃大仙中心對出的一段龍翔道，往觀塘方向的路面嚴重水浸，水深淹浸一半車身，大批汽車「死火」（熄火）[66]。
- 黃大仙中心北館LG層幾乎被淹沒，餐廳幾近沒頂，枱櫈、雜物、宣傳牌等物品隨水飄浮[67]。
- 太子道東往觀塘方向近彩虹邨，三條行車線嚴重水浸，有小巴疑熄火停在路邊，僅一條行車線能夠讓車輛通過。網上地圖顯示，車龍延至近九龍城，往東九龍交通樞紐幾乎陷癱瘓[68]。

9月10日
- 龍翔道一帶再度水浸，水深大約到腳眼。黃大仙港鐵站D1出口拉上鐵閘、裝上擋水板。管理公司領展在黃大仙中心北館一樓覆蓋白布，清理水浸過後的地庫。商場對出行人路又再度因黃雨出現水浸，清潔工人加緊清理[69]。

#### 北區
9月8日
- 網上片段顯示，在沙頭角口岸附近水浸至小腿位置。沙頭角公路禾坑段要封閉，車輛不准進入。凹下村一帶嚴重水浸，有數架車輛被困，消防到場協助，居民都要涉水而行。在麻雀嶺村，有居民的住所出現水浸，亦有雨水湧入店舖[70]。
- 大塘湖村、萊洞村、塘肚村、鹿頸路口、擔水坑村等一帶水浸，所有車輛暫時不能通過[71]。
- 港鐵上水站站外路面水浸，E出口關閉[71]
- 打鼓嶺有豬場在短時間內被大雨浸至沒頂，場內豬隻欲救無從，初步估計超過100隻豬被沖走或浸死，損失逾百萬元。[72]。
- 「動物義工。貓狗之家 Animals Volunteer - 非牟利」位於粉嶺坪輋的狗場嚴重水浸，部份位置水位高至狗隻頸部，場內逾20隻狗狗須涉水而行，更有狗隻在洪水中游泳[73]。
- 彩園廣場停車場被洪水影響封閉。

9月15日
- 晚上9時許，沙頭角公路出現水浸，往沙頭角方向交通嚴重擠塞，龍尾至下麻雀嶺[74]。

#### 灣仔區

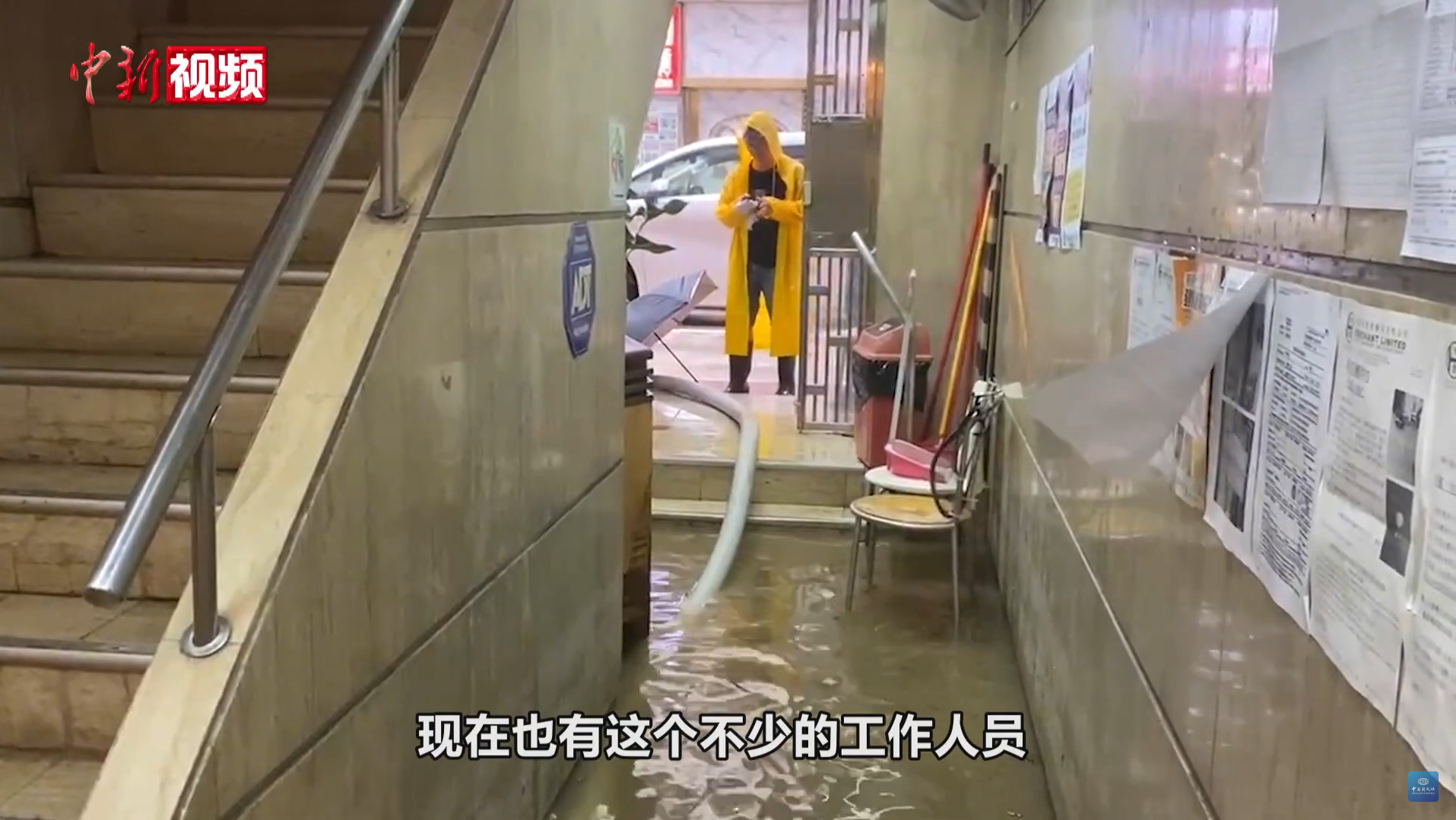
灣仔有大廈大堂出現水浸

- 灣仔嚴重水浸，有車輛在路中心拋錨，軒尼詩道路面有大量雜物漂浮，經過車輛需慢駛，市民涉水而行[70]。
- 天樂里及摩利臣山道一帶嚴重水浸，水位一度高見的士車身一半[75]。

#### 東區

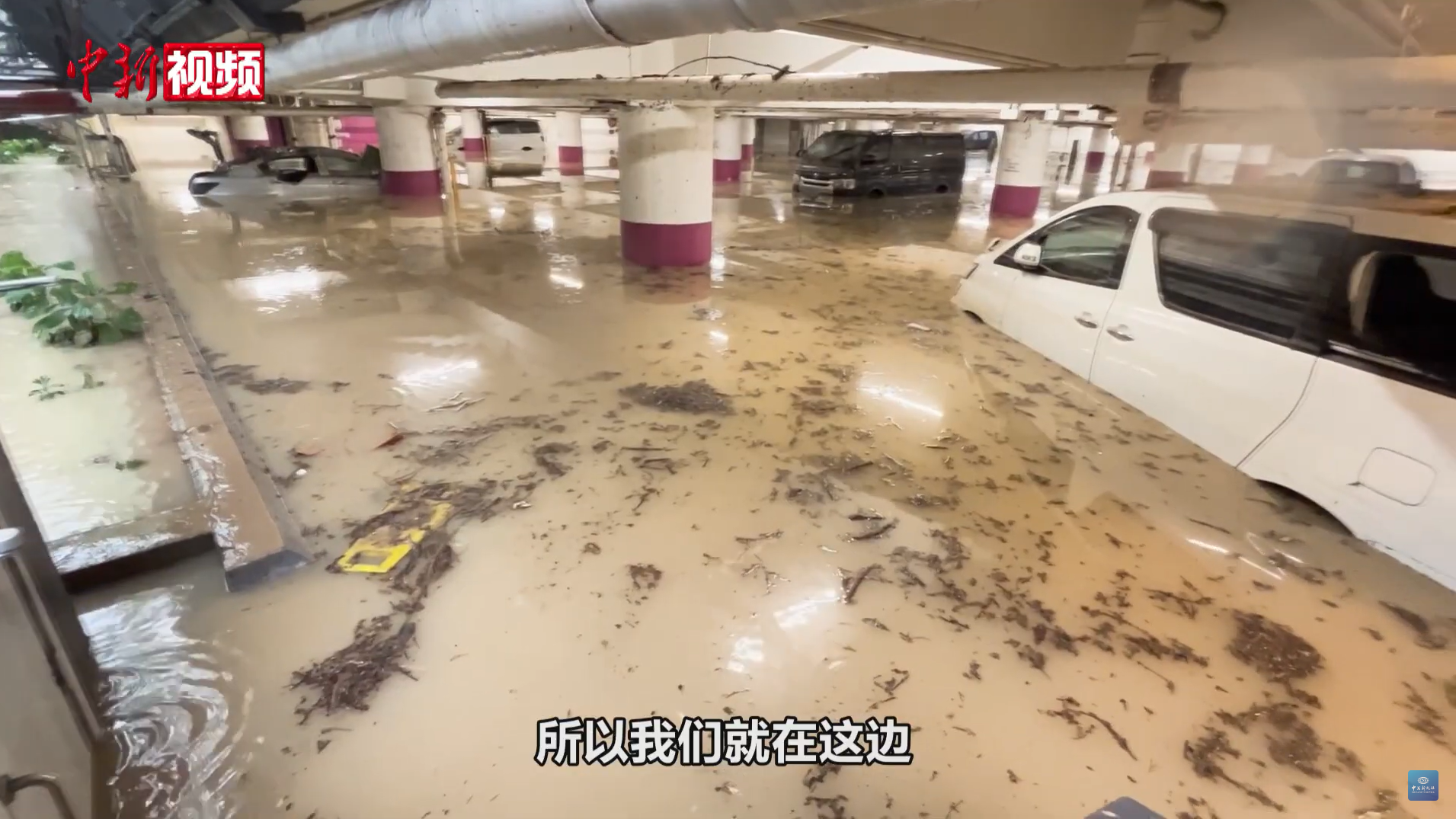
柴灣環翠商場停車場雨水倒灌，地庫停車場車輛被淹沒

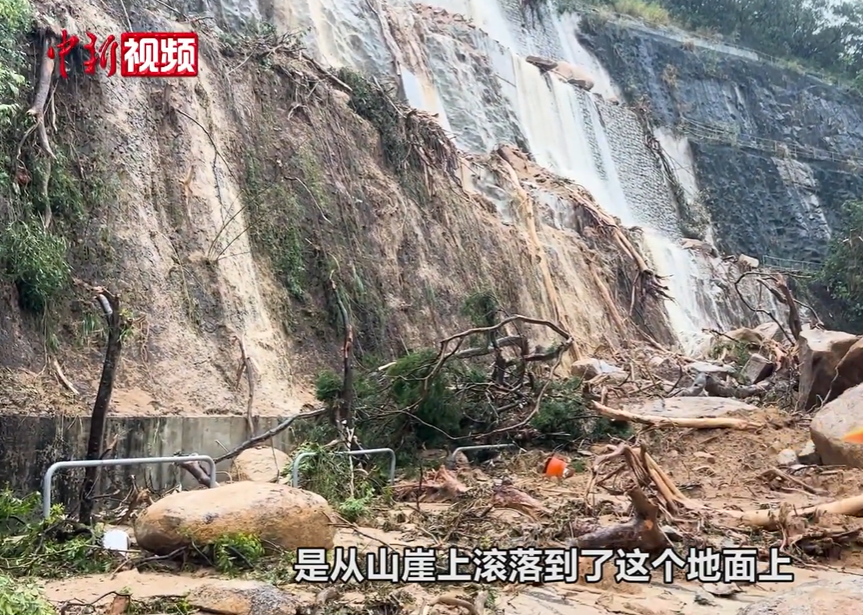
筲箕灣耀興道對開一幅護士牆發生山泥傾瀉，有大石塌下並淹沒全部行車線，黃泥水由山上湧下

- 9月8日凌晨，柴灣環翠商場停車場因雨水倒灌，一個地庫停車場浸至地面，所有車輛被淹沒，消防到場協助，附近的環翠道迴旋處出現嚴重水浸，有雨水湧上路面[70]。
- 港鐵柴灣站E出口出現水浸，水深至腳踝，大堂水浸至腳面位置，站內乘客要涉水離開。連接柴灣站的行人天橋漏水，形成瀑布，青年廣場對出的馬路水浸，沖出不少垃圾[76]。
- 柴灣道迴旋處一帶馬路水浸，不少汽車拋錨路中，包括巴士、私家車、的士及救護車，馬路布滿磚頭及沙泥，工人忙於清理及疏導積水[77]。
- 筲箕灣耀興道對開一幅護士牆上方在9月8日凌晨2時39分接報發生山泥傾瀉，有大石塌下，淹沒耀興道全部行車線，不斷有黃泥水由山上湧下，令耀興道被淹沒，警方表示受影響範圍50米乘10米，有車輛被淹沒[78]。
- 鰂魚涌“東匯坊”商場幾乎被淹沒[79]。

9月14日
- 9月14日上午，紅雨警告生效期間，環翠商場停車場再受渠道雨水倒灌影響出現輕微水浸，商場內的清潔人員用了15分鐘時間將積水清走[80]。
- 9月14日上午8時30分紅色暴雨警告信號生效期間，運輸署宣布，因山泥傾瀉、路陷、塌樹及水浸，耀興道來回方向全線封閉[81]。

#### 大埔區
- 大埔南運路出現水浸，兩輛的士被淹沒[82]。
- 廣福道王肇枝中學對開行人隧道被水淹浸，水位上升至接近隧道頂部，有圍板在隧道口飄浮[82]。
- 林村河水位暴漲，河流湍急，兩旁的行人路和單車徑一度被河水淹浸，至少兩艘停泊在林村河的船隻被沖走。網上片段顯示，一艘已翻轉的船隻，急速向吐露港方向漂浮，一名男子站在已翻轉的船底上，其後由另一艘舢舨救起，安全離開[83]。
- 通往港鐵大埔墟站的運頭塘路被雨水淹浸，多輛汽車熄火，包括的士、小巴及私家車等。其中一輛中型貨車被淹被沒，司機被困，爬上車頂求救，等候4小時後獲警員及消防員到場營救，無人受傷，附近一輛白色私家車亦完全沒頂[83]。

#### 沙田區
9月8日

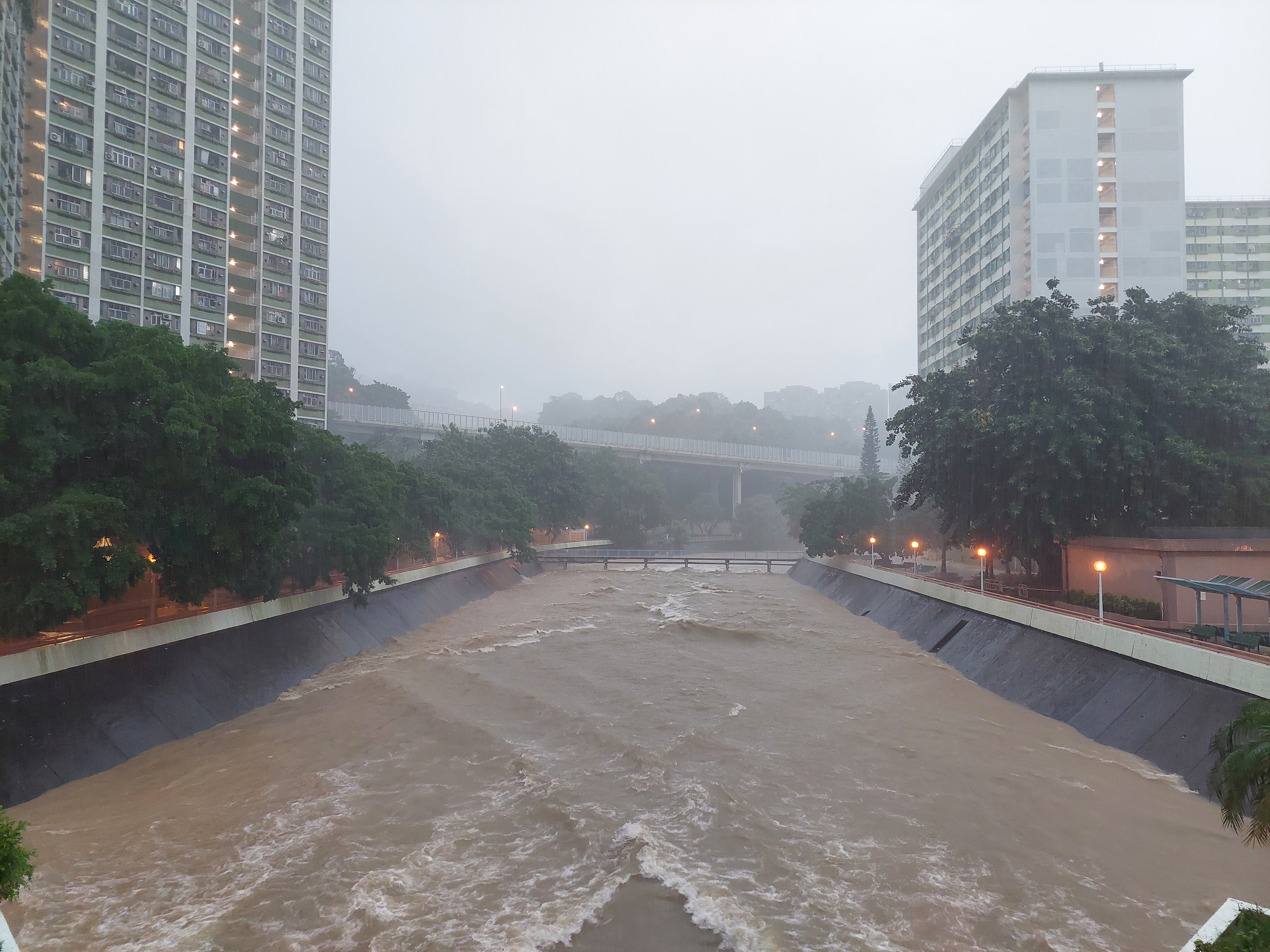
於暴雨期間，城門河因上游水塘泄洪，導致水位暴漲

- 馬鞍山路九龍方向近港鐵大水坑站對開路面出現水浸，多架汽車行駛期間熄火拋錨，在水中央被困[84]。
- 城門河大圍段洶湧澎湃，水位上升，河水不時湧上路面。其中美林邨河畔部分路面地陷[85]。
- 海福花園停車場被洪水淹沒[86]。

9月11日
- 9月11日局部地區暴雨期間，香港警方接獲沙田安景街11號翠湖花園有居民報案，指上址一帶出現水浸情況，水位逾半呎高[87]。

9月15日
- 晚上8時34分，香港警方接到報案指馬鞍山西沙路近泥涌水浸，水位高達「半架車」[74]。
- 西貢、沙田及大埔區錄得約70毫米雨量，而馬鞍山則超過100毫米[74]。

#### 西貢區
9月8日
- 將軍澳明德商場水浸，水深過腳眼，居民要涉水而行[88]。
- 寶琳路近茅湖仔來回方向、將藍隧道往調景嶺方向、環保道迴旋處均水浸，馬路猶如汪洋，多輛巴士、小巴、私家車熄火[88]。
- 清水灣甘澍路獨立屋「東桂」發生山泥傾瀉，面積大約50米乘100米，受影響的獨立屋花園大部分範圍已經坍塌，地底水管露出[89]。

9月11日
- 9月11日上午9時05分至9時15分的10分鐘內，在將軍澳出現5宗水浸及山泥報告；清水灣道、馬游塘路、寶康道和寶琳路等多處出現水浸[17][90][91]。
- 9月11日上午9時05分，警方接報指馬游塘有沙泥湧入村屋，現場未有傷亡報告。消防入村協助，一間村屋一幅一米乘十米的牆倒塌，磚塊散落一地，無人受傷[92]。上午9時09分，馬游塘路駿昇花園有居民報案，指受水浸影響，水深及膝。而在怡心園對開，有多部車輛在路中被洪水圍困，有輕貨司機表示其輕貨損毀。約1分鐘後，寶琳路亦有小巴司機報警，指其小巴被水浸至一米高車身，現場附近寶琳路及翠琳路交界等需要封路，交通受阻。上午9時15分，培智學校有洪水湧入校園，操場被淹浸[90]。聖公會將軍澳基德小學早上九時許水浸，學生要撤離[92]。
- 9月11日，將軍澳道不斷有水由斜坡湧落行車路，令到行車路段水浸[93]。有網民拍攝到，翠林邨後山的斜坡，在暴雨之下，已經變成「泥水瀑布」。另外，寶琳後山的小夏威夷徑亦受泥水衝擊，本來的小溪澗變成「大瀑布」[94]。
- 渠務署及運輸署代表於9月11日下午會見記者，渠務署指9月11日早上西貢及將軍澳雨量最高為每小時 100 毫米，其中有 8 處地方收到水浸報告，包括陶樂路九號、寶琳路近馬游塘村、寶琳北路、將軍澳道出九龍方向、西貢蠔涌路濠涌灣村、清水灣道及開源道，其中有水浸地方水深達一米[94]。渠務署表示，政府派出了 15 隊應急隊伍，出動後大部份水浸事件已即時解決，並繼續巡查渠道，清理阻塞渠道雜物，有關工作在11日中午後已經接近完成[94]。署方其後解釋，11日水浸原因主要是雨水將落葉及垃圾沖至水渠口導致阻塞，「雨水沖咗落葉同垃圾隨著雨水沖去去水渠口，造成淤塞，引致局部地區積水，以今天為例，主要都係局部積水，唔係水浸事件」，並補充部份地區錄得每小時超過 100 毫米雨量，比黑雨 70 毫米的標準更高，因此當時雨勢時非常大[94]。

9月15日
- 網上流傳片段指，西貢公路近大涌口村及近獅子會自然教育中心出現水浸[74]。
- 西貢菠蘿輋路發生山泥傾瀉，面積10米乘10米，阻塞馬路[74]。

#### 九龍城區
- 港鐵九龍塘站東鐵綫大堂水浸，2號月台更出現「瀑布」，洪水滔滔不絕從月台流落路軌[95]。
- 九龍塘一帶嚴重水浸，大量雨水從雨水渠湧出，九龍塘站東鐵綫大堂對開的根德道和多福道水浸，附近的歌和老街亦水浸，車輛未能通過[96]。

#### 南區

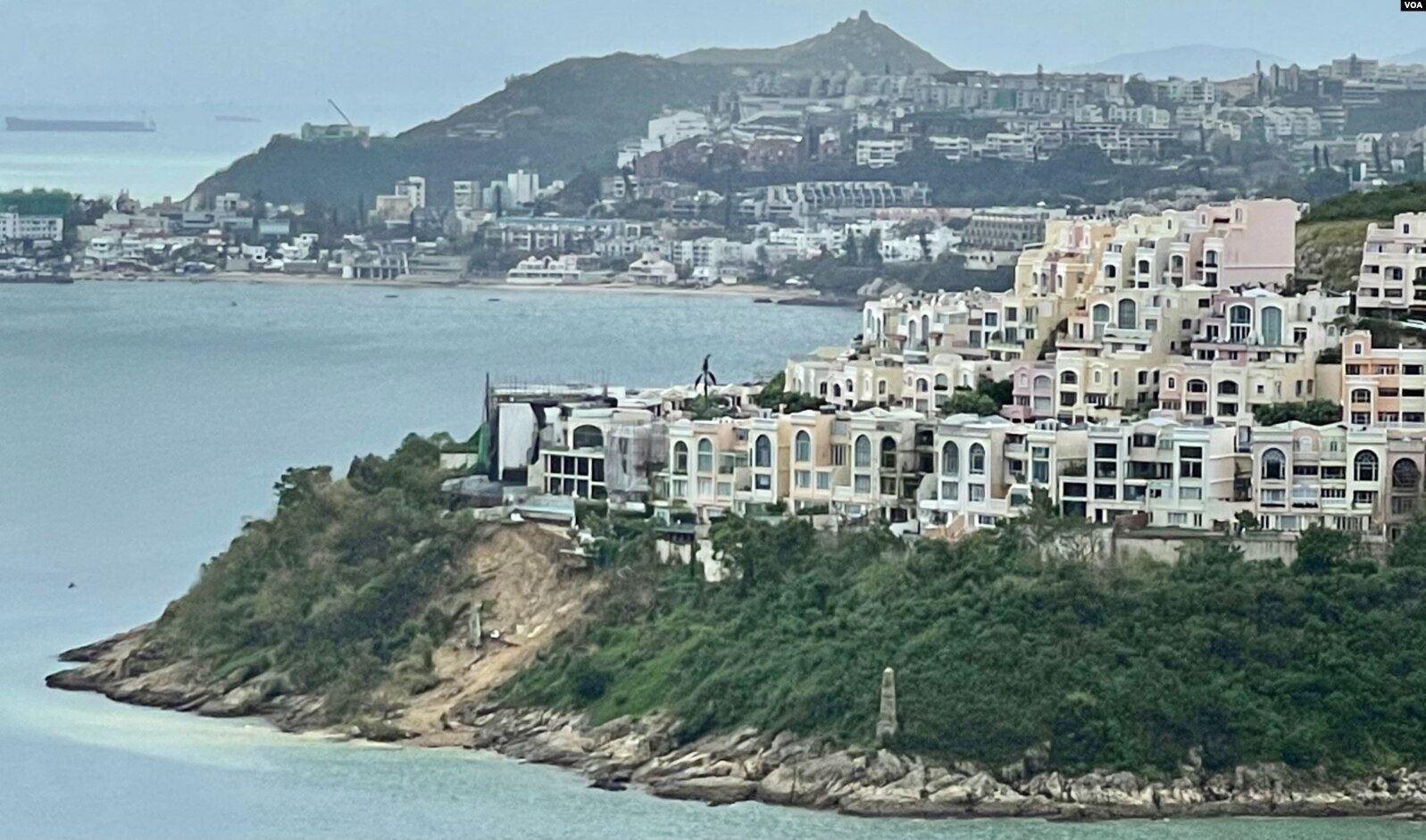
紅山半島發生山泥傾瀉，大量沙石滑落斜坡。

- 黃竹坑道海洋公園附近水深及膝，路面有多輛私家車拋錨，途人要涉水而行[97]。
- 黃竹坑警察學院草地運動場充滿積水，儼如湖泊，有人划獨木舟至另一端[97]。
- 淺水灣道往深水灣方向，近香島道迴旋處對開行車路下陷，一輛駛經私家車墮入約2米深的泥坑中，路陷面積約3米乘4米，車上人士一度被困。其後自行爬出，並無大礙[98]。
- 9月8日，石澳道沿路塌山泥及路陷，道路須封閉，引致石澳村、鶴咀村及大浪灣村與外界斷絕接觸，儼如荒島[99]。
- 港島大潭白筆山豪宅屋苑紅山半島發生山泥傾瀉，大量沙石滑落斜坡，波及至少3幢獨立屋。其中兩間獨立屋因泥土流失，露出地下的建築及地基。另一間獨立屋部分平台連同欄杆損毀倒塌，沖落斜坡[100]。
- 舂坎角路受阻路段長約200米，共有兩處地點出現山泥傾瀉，道路被多塊大石完全阻擋，路面形成黃泥水窪。舂坎角炮台遺址中，半圓形水泥掩護罩以下的炮牀嚴重水浸，設置於該處的石枱石櫈全被積水覆蓋，估計水位超過成年人身高。公園入口附近空地亦被水淹浸，雜物四散漂浮，環繞炮牀的燒烤爐仍有小量積水[101][102]。

9月14日
- 9月14日，石澳道近爛泥灣新建約4呎高的護土牆因受大雨影響被沖散，來回全線再度封閉[103]；經搶修後於9月15日上午6時重開[104]。

#### 油尖旺區
9月14日
9月14日上午9時許，位於尖沙咀諾士佛臺的一個地盤有起重機移動期間，懷疑天雨影響泥土鬆脫，壓到附近大廈的平台牆角，事件中無人受傷。

#### 觀塘區
9月11日
9月11日，觀塘亦受大雨波及，觀塘道及翠屏道一帶早上九時許一度水浸，觀塘港鐵站下面的迴旋處水浸，工作人員到場清理積水，並清洗路面泥漬，道路恢復行車。觀塘福塘道亦出現嚴重水浸，市民要涉水而行。

#### 海底隧道
- 紅磡海底隧道往九龍方向水浸，隧道管道快線被雨水浸蓋，僅維持慢線單線行車，車龍緩緩前進[106]。
- 東區海底隧道水浸，快線封閉，隧道公司派人到場清理積水並疏導車輛[106]。

#### 邊境口岸
- 羅湖口岸水浸，從網上圖片顯示，多條口岸內多段樓梯化成瀑布，洪水不停湧往低處，大水亦淹浸扶手電梯[107]。
- 沙頭角口岸一帶出現嚴重水浸，水深及至小腿。北區區議員高維基表示，沙頭角口岸附近一號閘要關閉，禁止車輛通行[107]。
- 香園圍口岸出現嚴重水浸，水深一度及腰，對出的公路，同樣出現嚴重水浸[107]。

### 澳門
9月7日至8日
9月7日下午至晚上，氣象局一度發出黃色暴雨警告信號期間，由於正值下班及放學晚高峰時段，多處道路出現交通擠塞情況，期間下環一帶出現輕微水浸，水深至腳眼，途人涉水而行甚狼狽，途經車輛亦濺起水花陣陣。
9月8日凌晨，氣象局在下環街及石排灣水位監察站錄得最高0.16米水浸。上午在內港一帶，有清潔人員清理渠口附近雜物，部分商戶架起防水閘，魚販如常上落貨。正午時分，因水浸關係，路環石排灣圓形地不能轉入路氹連貫公路；路環碼頭近船人街發生山泥傾瀉，其中塌下的泥沙面積約5米乘3米，有樹枝塌下，事件沒波及其他物件，沒人受傷。下午1時半左右，消防通報路環黑沙馬路發生山泥傾瀉，塌下的泥沙面積約8米乘12米，沒有波及其他物件，事件中沒人受傷。
9月15日
9月15日晚上，氣象局發出紅色暴雨警告信號期間，氣象局網站顯示，下環街於當晚9時45分左右錄得0.27米水浸；治安警察局呼籲，市民應盡量留在安全地方，避免外出；在外市民請小心駕駛，並時刻留意水浸情況，避免前往相關區域。
晚上約10時，治安警宣佈因河邊新街航海學校對開出現水浸，西灣大橋禁止駛往媽閣，同時亦因水浸關係，關閘隧道、羅理基博士大馬路下層行車道、亞馬喇前地下層車道需要封閉；多處道路包括提督馬路由拱形馬路往美副將大馬路方向、美副將大馬路及荷蘭園大馬路交界、羅理基博士大馬路近松山隧道入口、海富花園近新口岸水塘下層行車道均出現水浸；治安警又呼籲駕駛者與市民留意並留在安全地方，避免進入地庫停車場。
治安警其後表示，市面部分交通燈出現出現故障，包括提督馬路／美副將交界交通燈、殷王子／約翰四世交界交通燈；晚上10時23分，治安警再公佈澳門半島多個路段出現水浸情況，包括慕拉士大馬路近龍園、黑沙環馬路近百佳同創匯、白朗古將軍大馬路近狗場、新城A區豚城大馬路。
澳門消防局呼籲市民儘量避免停留在低漥地區及山邊，應逗留在安全的室內空間，嚴防因豪雨而可能出現的風險；隨後近晚上10時30分通報先後接獲兩宗山泥傾瀉報告，分別位於路環的鄉村馬路及離島醫院大馬路近澳門鏡湖護理學院。
市政署啟動應急機制，派員加強巡查及疏通各區渠道，清理路邊雨水井沖積的垃圾，並在安全情況下打開渠蓋疏導路面積水，加強公共渠網的排澇能力；全澳各區泵站均以最大排放量運行，盡力紓緩水浸。
晚上10時50分，關閘廣場地下車行道、羅理基博士大馬路地下行車道及河邊新街航海學校對開路段解封。45分鐘後，所有受水浸影響而封閉的路段全部解封，而位於路環石排灣水塘路和鄉村馬路因受山泥傾瀉影響仍需封閉。
9月16日，受連日暴雨導致水土流失，羅理基博士大馬路近外港變電站有面積約5米乘5米的沙石塌下，沒人受傷。下午1時許，鄰近媽閣街的一棟建築物一幅1米乘3米外牆倒塌，無人受傷，經土地工務局人員檢查懷疑是日久失修引致，沒有即時危險，文化局人員表示會跟進事件。

### 廣東省

#### 深圳市
9月7日晚上，龍崗區在暴雨期間出現嚴重水浸，有地鐵站入口樓梯瀑布般湧到下層。該區發佈提醒指龍崗中心城存在嚴重內澇風險，目前正在處置，請外圍人員、車輛暫勿前往龍崗中心城；在商業一樓、負一樓及內澇嚴重地方人員抓緊時間疏散，管理單位做好應急準備工作；深圳地鐵16號線部分車站包括黃閣坑站、愉園站因受水浸影響而停運，1号线岗厦至罗湖、2 (8)号线市民中心至盐田路、3号线华新至水贝、5号线布心至黄贝岭、9号线银湖至文锦区段双方向也一度暂停运营服务至9月9日。罗湖区多处地下商场及地铁站也出现严重水浸。
9月8日凌晨，深圳水庫於午夜0時15分排洪，由於持續降雨，水庫水位已超過汛限水位，經研究後於凌晨3時15分開始調整排洪流量為至每秒120立方米。羅湖口岸於上午亦出現水浸，欄杆被沒頂，水浸嚴重，水深至部分的扶手電梯上，對出廣場仿如河流。深圳市公共交通管理局發布緊急通知。受暴雨影響，深圳站（羅湖）負一樓進出站口被水淹，9月8日上午12時前無法正常組織旅客進出站，全市常規公交車、出租汽車（含巡遊車、網約車）、道路客運車輛至9月8日中午12時前停止發往羅湖火車站；广深城际列车截至另有通知前临时调整至二楼长途列车候车室进站。據當地媒體報道，指深圳站一度有超過100人滯留，由於車站出入口及地庫被淹浸，現場增設服務窗口，並調用1,500份應急儲備物資，必要時會提供。
9月15日
深圳宝安区东风幼儿园因强降雨发生内涝，積水最深達70厘米，幼儿园内有约400名师生需转移。

#### 廣州市
番禺區、黃埔區及增城區部分鎮街於9月7日至8日出現暴雨情況，其中位於番禺區水浸情況一度水深最高淹至大腿，其中白沙路一帶最為嚴重。廣州地鐵3號線市橋站一度因站外積水較深臨時關閉，列車不停站通過，直至中午過後才恢復正常運營。據《南方都市報》報道，9月8日凌晨廣州有社區附近的一個地下停車場因受特大暴雨影響被淹沒，停車場中沒及時開走的車輛已被積水淹至車頂，番禺區一帶道路變成澤國。
9月15日
9月15日，廣州市天河區地鐵華師站附近出現水浸，大路積水不斷升高。多名搶險人員在積水中清理疏導排水道；附近多條道路車輛停駛導致大排長龍。

#### 東莞市
9月8日凌晨，東莞市多個鎮街發生內澇，其中有停泊街邊的車輛於水中自燃，經消防救援後將火撲滅，無人員傷亡；部分道路隧道被淹沒。省防总将防汛应急响应提升至Ⅱ级，全市各部门积极响应，全市已转移3563人。

#### 珠海市
9月8日，位于珠海市香洲区三溪实验小学工地出現嚴重水浸，消防人員发现现场为临时建筑板房（共两层）周边积水深度约1.5米，经过30分钟救援，39名被困群众被转移至安全区域。

#### 阳江市
9月8日，行驶至阳江阳春市境内的T8305/8次列车被迫停靠在火车站点。由于车上没有准备餐食，当地政府迅速对接停靠列车，组织当地干部群众送来应急食品、饮用水等生活物资。

#### 茂名市
9月9日3时到10日3时，茂名出现最大雨量334.7毫米，茂名平均雨量111.1毫米。其中茂名市区、茂南区袂花镇洪水内涝严重，积水深度超1米，大量群众被困房屋内。由于暴雨引发水位上涨，导致当地一家养殖场的75只鳄鱼出逃，当地政府部门正在抓捕。

### 廣西壮族自治区

#### 玉林市
玉林市境內多個城區出現內澇，有房屋瞬間倒塌，大量樹木等雜物衝擊橋梁，多條道路出現塌方和泥石流，部分區域積水幾乎漫過屋頂。博白縣部分地區水深超過2公尺，許多居民被困，需要經消防隊員以橡皮艇救援疏散受困者。玉林市應急管理局9月11日對此表示，全市人員受困和財產損失情況目前仍在統計中。
受強降雨影響，北流河、白沙河等江河，出現2至6米的漲水過程，17條河流21個站出現超警0.01至3.18米的洪水，其中，南流江博白縣城河段出現超20年一遇大洪水。持續暴雨下，玉林公路發展中心轄區多條公路受損。其中，國道241線呼和浩特至北海市公路、省道508線岑溪市至陆川县公路等2條國道、7條省道共出現塌方115處，塌方總量約33,670立方米；國道359線佛山市至富寧公路博白縣柯木村路段、永安鎮路段出現交通中斷；全線倒伏路樹109株；水浸路面16處。

#### 北海市
北海市合浦縣、鐵山港區的部分城區也出現內澇災情，並有河堤出現漏水現象。而在農村，目前已知至少有3個行政村內的多名民眾受困，需要緊急疏散，其中部分受困者已被救出。截至9月11日7時，全市已有432人被疏散到安全地點安置。

## 傷亡

### 香港
9月8日，消防在銅鑼灣避風塘對開離岸2米，發現一名男子漂浮在海面，救援人員將男子救起，昏迷不醒，送往律敦治醫院後搶救無效不治。據悉，該名是87歲老翁為退休人士，與家人居於北角，老翁在家中留有遺書，案件列作「自殺」處理。
另有人報案指上環信德中心對開海面，離岸約10米有一個疑似人形物體在海面漂浮，消防到場後將男子救起，送院後均搶救無效不治。據了解，該名是79歲老翁任職保安員，家住鰂魚涌，在9月8日早上7時出門前往大坑工作，妻子曾於上午9時向他傳信息但未獲回覆，及後他被發現遇溺始知他發生事故。
在沙田紅橋里懷疑在工作期間被洪水沖走的32歲印尼裔男工，消防在9月9日上午9時，在水警北分區燈洲以東800米海面救起該名男子，該名男子當場證實死亡。
9月9日中午12時15分，有工人在落馬洲新田嘉龍路小磡村清理河道淤泥期間，發現一名男子昏迷不醒，於是報警求助，救護員接報到場，經檢驗後證實該名男子當場死亡。
醫管局表示，截至9月8日晚上8時15分，共144名市民在「極端情況」警示期間受傷，前往公立醫院急症室求診，年齡介乎8歲至94歲，當中4人情況嚴重，92人已出院。

### 廣西壮族自治区
9月11日，廣西玉林市博白县遭遇強降雨天氣，龍潭鎮一男子在倒垃圾時不慎被衝入下水道，經多人合力救出，送院搶救後仍不幸身亡。
同日，玉林市博白县、陆川县、福绵区发生多起山体滑坡事件，造成7人死亡、3人失蹤。失蹤的3人於12日下午全部找到，3人已無生命體徵。
該3人是一家人，包括兩名約60歲的老人和一名1歲多的孩子。他們的房屋位於博白縣浪平镇六山村半山腰上，共有6間房間。根據當地民眾反映，3名人員在發生山體滑坡時都在房間內休息。

## 影響

### 香港

#### 政府
- 香港政府宣布，由於受到海葵殘餘相關低壓槽帶來的暴雨影響，本港出現廣泛地區水浸，以及公共交通嚴重受阻的極端情況，政府並呼籲僱主參考八號信號下的工作安排，優先考慮僱員的安全和從居住地點往返工作地點的可行性等，採納情理兼備及具彈性的工作安排[151]。
- 社會福利署宣布，由於黑色暴雨警告信號生效，所有社署轄下福利服務單位、幼兒中心、提供課餘託管服務的中心、長者服務中心及包括庇護工場、綜合職業康復服務中心、綜合職業訓練中心及展能中心在內的日間康復服務單位，將不會開放。當黑色暴雨警告信號取消時，在天氣和情況許可下，各單位將會在兩個小時內恢復正常服務[151]。
- 入境事務處宣布，由於極端情況會至少維持至中午，入境事務處總部及轄下各分區辦事處、人事登記處和生死及婚姻登記處暫停服務，直至另行通知[151]。
- 醫院管理局宣布，因應惡劣天氣，轄下所有普通科門診診所、專科門診診所、專職醫療及其他日間服務，9月8日早上暫停服務。公立醫院急症室維持正常服務。衞生署宣布，除美沙酮診所外，所有衞生署診所9月8日早上暫停服務[151]。
- 政府於9月8日凌晨5時34分宣布所有日校停課[152]；及後教育局在上午11時16分宣布，由於極端情況至少維持至下午6時，教育局宣布所有學校，包括夜校，當日停課[153]。教育局在晚上9時50分表示，至今接獲20多宗校舍設施損毀報告，包括水浸、滲漏、停電、物件或設施損壞，個別校舍損毁嚴重。為確保學生安全和順利上學，若個別學校的校舍或附近環境仍需進行清理或復修工作，學校可按校本情況決定9月9日和11日是否繼續暫停面授課堂及校園活動，並須盡快通知所有家長及學生[154]。
- 康樂及文化事務署宣布，由於極端情況會至少維持至中午，轄下設施9月8日暫停開放[155]。康文署於晚上宣布，由於需要清理極端天氣後的雜物和檢視損毀情況，9月9日所有刊憲泳灘暫停開放，部分亦已於9月9日及10日重開[156]。
- 教育局於9月14日早上6時宣佈，因紅色暴雨警告信號生效，所有上午校及全日制學校全日停課[157]。

#### 演藝娛樂及展覽活動
- 於會展舉辦的CENTRESTAGE模特兒走秀表演按政府指引宣佈取消9月8日展覽和表演[158]。

#### 交通
- 九巴宣布，受暴雨及多處道路嚴重水浸影響，九巴及龍運日間巴士路線暫停服務，直至另行通知[159]。
- 城巴宣布，受惡劣天氣影響，為保障顧客及車長安全，城巴日間巴士服務維持暫停，直至另行公佈。城巴會視乎天氣及道路情況，適時作出恢復巴士服務的評估[159]。
- 港鐵宣布，由於黃大仙站路段受水浸影響，觀塘綫列車服務受阻，觀塘綫服務石硤尾站往返彩虹站暫停服務，黃埔站往返石硤尾站每6分鐘一班，彩虹站往返調景嶺站每12分鐘一班，但由於受天氣情況影響，暫時未能提供免費接駁巴士服務。另外，荃灣線、港島線、將軍澳線及南港島線候車時間要較正常多約1至3分鐘[159][160]。
- 香港電車有限公司宣布，由頭班車起暫停服務[160]。
- 運輸署於9月8日凌晨12時50分宣佈因道路事故，龍翔道近黃大仙中心的全線封閉，建議駕駛人士考慮改用其他道路，日出後解封。運輸署於凌晨2時18分宣布，因水浸多段道路須暫時封閉，包括大潭道近山翠苑的來回方向、石澳道近爛泥灣、柴灣道迴旋處、元朗公路往洪天路支路、寶琳路近馬游塘、坪輋路、香港仔隧道往皇后大道東的支路、獅子山隧道公路近新田圍邨全線、大埔公路-元洲仔段近廣福邨迴旋處[160]。另外，運輸署表示，受水浸影響，來往落馬洲至皇崗過境穿梭巴士，暫停服務[161]。

#### 景點
- 香港迪士尼樂園度假區宣布，因應黑色暴雨警告及政府宣布的極端情況，樂園及迪欣湖活動中心暫停開放至另行通知[162]。
- 西九文化區管理局宣布，故宮文化博物館、M+及其他場地8日下午2時前將暫停向公眾開放，會視乎天氣、道路及公共交通服務情況，適時公布下午的安排[163]。
- 香港濕地公園暫停開放[163]。

### 澳門

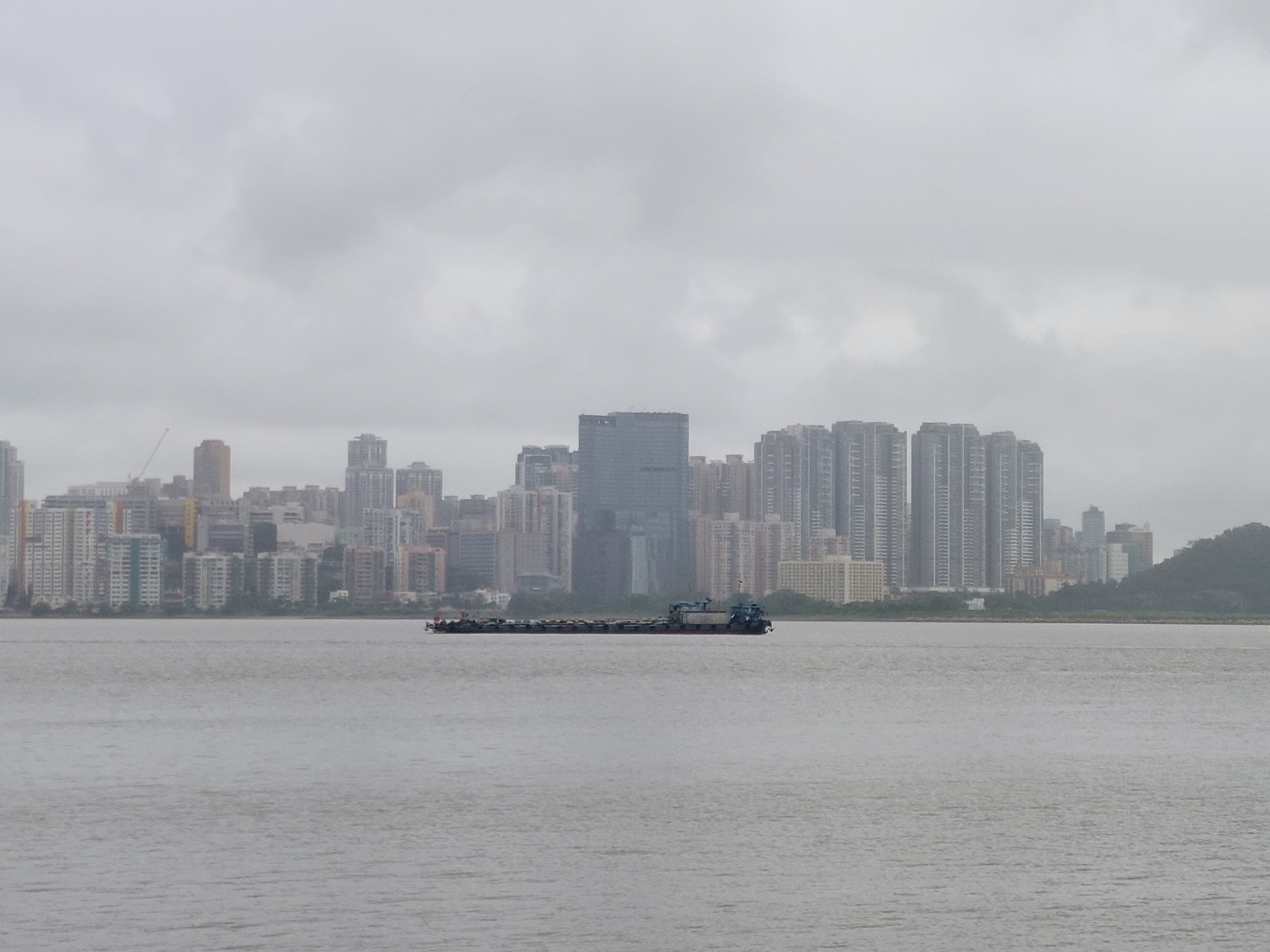
停泊在觀音蓮花苑對開海面的澳門國際煙花比賽匯演燃放躉船（2023年9月8日）

- 受強降雨天氣影響，海事及水務局表示部分澳門往來香港的海上客運航班受影響而部分取消，呼籲市民留意該局網站、App及船公司最新的航班資訊，亦可向各船公司查詢具體的班次詳情和票務安排，提前做好出行準備，避免行程受到影響[164]。
- 9月8日及15日紅色暴雨警告信號生效期間，澳門經濟及科技發展局提醒位處低窪地區的商戶，做好防浸措施，使用防洪門閘板及其他防洪設施，以免造成貨物及設備損失[165][166]。
- 教育及青年發展局宣布，因暴雨關係，中學、小學、幼稚園及特殊教育於9月8日全日停課[167]。
- 9月8日下午1時，澳門旅遊局發出特別通知，由該局主辦的第31屆澳門國際煙花比賽匯演原定於9月9日晚上9時及晚上9時40分，分別進行兩場由澳洲及瑞士的煙花演出，因天氣不確定性的原因，最終於9月9日宣佈延期至9月11日同一時間舉行[168][169]。
- 澳門文化局宣佈，因天氣關係，轄下之位於荔枝碗村內荔枝碗船廠片區X11-X15及益隆炮竹廠舊址暫停開放，園區內各項展覽及活動亦暫停舉行[170]。
- 9月15日暴雨期間，下環街出現0.35米水浸，水位高至小腿，居民須涉水而行。有中區社區服務咨詢委員會委員建議市政署增加臨時外置抽水泵排澇，應對施工期間的雨季，以及持續資助商戶加裝防浸設備[171]。
- 澳門氣象學會表示，澳門當時處於過渡性季節，低壓槽於華南沿岸徘徊，加上較早前颱風殘餘氣流影響，出現持續降雨算正常。而澳門正面對全球暖化，水蒸氣容易囤積於大氣層，條件成熟會轉成雲或落大雨，導致極端天氣頻生，冬季前澳門仍有機會出現短時間大暴雨[171]。

### 廣東省
9月8日，廣東省委書記黃坤明主持視像會議，指出暴雨來勢兇猛、持續時間長、致災風險高，要全力做好暴雨防禦和搶險救援工作，切實守護人民生命財產安全。廣東省應急管理廳數據顯示，廣東7個水文站點略超警戒，過百個水庫略超汛限，當時情況總體可控。省應急指揮中心指全省在強降雨前轉移超8萬人，包括深圳疏散轉移人員超4200人，全市841處室內應急避難場所全部開放；廣州亦提前轉移山洪、地質災害、危房等危險區域人員逾3100人。廣東省地質局向全省各地派出394名駐點專家，近300台（套）大型多旋翼無人機、機載雷達等相關裝備投入使用，助力各地救災。

#### 交通
9月8日，广深城际部分列车停运。 深圳站、深圳東站普速鐵路及廣深城際鐵路共47列車停運，79條路段、6個收費站、1座橋實施交通管制。

#### 深圳市
- 9月7日22时15分，深圳市气象局在罗湖区、南山区、福田区、沙头角、海山、盐田区、宝安区、光明区、龙华区、龙岗区、珠江口、深圳湾等区域发布暴雨红色预警[176]。
- 受突發暴雨影響，龍崗中心城出現嚴重水浸，當局提醒周邊人員和車輛暫時不要前往[177]。
- 因深圳水庫水位已接近汛限水位，9月8日0時15分，深圳水庫開始排洪。流量為每秒70至80立方米，三個小時後因水位超越汛限水位，當局將流量增加至每秒120立方米[178]。
- 深圳市各學校9月8日停課，羅湖區企事業單位和居住在羅湖區的居民停工一天[179]。
- 深圳地鐵宣佈部分路線暫停營運，其餘區段維持有限度服務。深圳站負一樓進出站口因暴雨天氣被水浸淹，8日中午前無法正常組織旅客進出站，全市常規巴士、出租汽車包括巡遊車、網約車、道路客運車輛至當日中午12時前停止開往深圳站[180]。此外，部分廣深城際動車一度停運，於下午雨勢減弱後開始逐步恢復營運[181]。
- 受強降雨影響，蓮塘口岸、文錦渡口岸地下設備間水浸，部分設施設備受損。上述兩口岸通關服務亦因此暫停[182]。莲塘口岸受影响程度低，于9月11日全面恢复通关[183]，但文錦渡口岸设施设备受损严重，直至两个月后的11月11日才全面恢复通关[184]。
- 截至9月8日15时，深圳市交通运输局共出动人员3672人次、车辆1238辆，共巡查道路12294公里、桥梁3007座次、隧道375座次、边坡2440座。随着雨势减弱，深圳全市除罗湖区、盐田区、宝安区、龙华区共有7处因严重积水、小面积滑坡实施交通封闭外，均已恢复交通；公共交通也逐步有序恢复运营[185]。

#### 珠海市
珠海市氣象台於9月8日凌晨5時45分將全市暴雨预警信号升级为红色；
- 市三防指挥部發佈通告，将防汛Ⅲ级应急响应升级为Ⅱ级，中小学校、幼儿园、托儿所停课；停止水上、高空、地下管网、建筑工地等户外施工作业；关停旅游景区景点、公园、游乐场所。海上航線方面，香洲港部分航班停航[187]。
- 公交方面，因中小学停课，所有勤学线路，情侣路南、浪漫香洲、横琴长隆观光线停运，部分公交線路因受水浸影響改道行駛[188]。珠海公交自行车有限公司发布通知，因珠海暴雨预警信号升级为红色，公共自行车和城市自行车租赁系统于9月8日暂停使用，开通时间另行通知[189]。
- 珠海機場宣佈，受航路天气影响，取消9月8日进出港航班各5班[190]。

9月15日，珠海機場指截至當晚19時15分，受天气影响，共有4个航班备降外场包括廣州、深圳及湛江等。珠海公交部分線路臨時調整或取消停靠站點，以及暫停N20路線運營。

#### 中山市
- 因中山市南部（板芙镇、三乡镇、神湾镇、坦洲镇）片区暴雨红色预警信号生效，中山公交集團部分線路於9月8日上午推迟发车，待水位减退符合通行条件后恢复运营[193]。
- 中山市南部片區（包括板芙镇、三鄉鎮、神湾镇、坦洲镇）於9月8日凌晨4時52分起發布暴雨红色预警，四個鎮中小学、幼儿园、托育机构全日停課[194]。

#### 廣州市
- 廣州海珠、天河、番禺、南沙等4區暴雨紅色預警信號生效，按指引應當停課；越秀、荔灣、黃埔、白雲、花都、增城等6區暴雨橙色預警信號生效，按指引應當延遲上學[195][196]。廣州地鐵3號線市橋站因積水臨時關閉[197]。17时50分，市桥站全部出入口恢复正常运营服务[198]。

#### 佛山市
- 佛山市全市於9月8日上午8時15分升級為暴雨紅色預警，全市學校停課一天，多個街區路段出現積水，出現大面積塞車，但公交、地鐵等公共交通暫時正常運行，部分城際列車出現晚點，多個景區全日關閉[199]。

#### 东莞市
截至9月8日上午7时半，东莞市气象台对超过20个街镇发布暴雨红色预警信号，根据《东莞市中小学、幼儿园突发气象灾害应急工作指引》，遇到暴雨红色预警信号，学校、幼儿园以及培训机构和校外托管学生将自动停课。

#### 江门市
9月8日，江门市开平、鹤山发布暴雨红色预警信号；蓬江、江海、新会、台山发布暴雨橙色预警信号；恩平发布暴雨黄色预警信号。江门全市各中小学、幼儿园托管托幼机构、校外培训机构停课一天，江门美术馆等场所暂时关闭。

#### 茂名市
受连续降雨影响，高州水库水位已超汛限水位（87米），故9月10日7时开启石骨溢洪道泄洪，9月10日9时30分开启良德溢洪道泄洪。9月10日，茂名市城区公交线路停运，茂南区、高新区市直属各院校及幼儿园（含民办）立即停课，至9月11日仍继续停课。

#### 湛江市
9月10日，湛江市教育局宣布，根据湛江市气象局研判，9月11日该市将有大到暴雨的降水过程，为保障全体师生安全，11日湛江全市停课一天。

## 爭議

### 深圳排洪爭議
香港警務處在排洪前45分鐘接獲深圳當局通知，安排相關部門，到實際受排洪影響的6條村，安排村民撤離或其他工作。
9月7日晚上11點44分，香港政府公布接獲深圳有關當局通知，深圳水庫將於9月8日0時0分排洪，届时新界部分地區可能出現水浸情況，有媒體報導深圳的通報時間遠低於香港政府文件記載須於排洪三小時前通知港府。政府在9月1日曾發新聞稿稱深圳排洪可能導致北區水浸，此消息並無事實根據，純屬謠言。有人批評「之前又話排洪係假消息，等大家無做任何準備，突然半夜至通知排洪，知唔知新界人多數早瞓呀？」、「點解唔譴責深圳咁負責任俾16分鐘通知就洩洪？北部市民要求一個公道」。
打鼓嶺鳳凰湖村村長表示在9月7日晚有收到警方通知排洪，叫村民「有事就打999」。而信芯園花農表示，聽到水文閘在排洪前大概一小時響警報。
深圳衛視、深圳晚報、深圳市應急管理局在9月8日凌晨0時6分、0時13分、0時10分發出排洪通知，而深圳發布則在0時17分發布排洪預警通告。
9月8日，深圳市應急管理局發公告稱，深圳水庫排洪的水沿深圳河排出深圳灣，洪水只影響羅湖區及福田區較低窪地區。

### 港鐵人員危險走入嚴重水浸隧道範圍
立法會鐵路事宜小組副主席張欣宇，批評港鐵公司管理層要求前線員工在雨勢最惡劣的情況下，到黃大仙站清走積水，漠視前線同事生命安危。張欣宇在社交網站上載的照片顯示，有多名戴頭盔的人員，手持工具在隧道內工作，水深及頸，只有頭部在水面。張欣宇指，在凌晨收到港鐵前線員工的崩潰求助，並指，除非遇上需要拯救生命，防止更大傷害的情況，否則不會接受任何同事冒生命危險，走入嚴重水浸隧道範圍。已即時聯絡港鐵高層，要求他們介入處理，並會就事件跟進到底。

### 政府停課不停工
暴雨期間，政府在凌晨5點34分宣布停課，但沒有明確指出是否停工，只呼籲僱主參考八號烈風或暴風信號的工作安排。早上7時，勞工處發稿提醒僱主，隨着政府作出「極端情況」公布，除必要人員外，不應要求僱員返回工作地點上班。不過仍有市民無懼暴雨照常上班，有市民表示公司不論天氣如何，仍要求員工返回公司上班。在記者會上，有記者問為何不直接宣布停工，勞福局局長孫玉菡指，「極端情況」等同「8號風球」，部分必要工種都要上班，他指出有關指引執行幾十年來一直「行之有效」，如日後遇到同樣情況會否宣布停工，孫玉菡僅重覆說法，指出不同工種不一樣，強調絕大部份人都不需要上班。

### 政府未有使用緊急警示
有記者問到為何政府未動用耗資1.5億元設立的「緊急警示系統」，政務司司長陳國基表示今次暴雨是前所未有，是「五百年一遇」，也來得很急，認為目前的信息渠道足夠，只要市民清醒便能接收相關資訊。而行政長官李家超指政府上次動用系統時，市民的反應各有差異，因此今次使用其他方法發放預警訊息。